# Josef Walter (podnikatel)
Josef Walter (19. prosince 1873 Vepřek u Mělníka – 15. ledna 1950 Praha) byl průkopník českého motorismu, vynálezce, konstruktér, průmyslník, zakladatel firmy Walter.

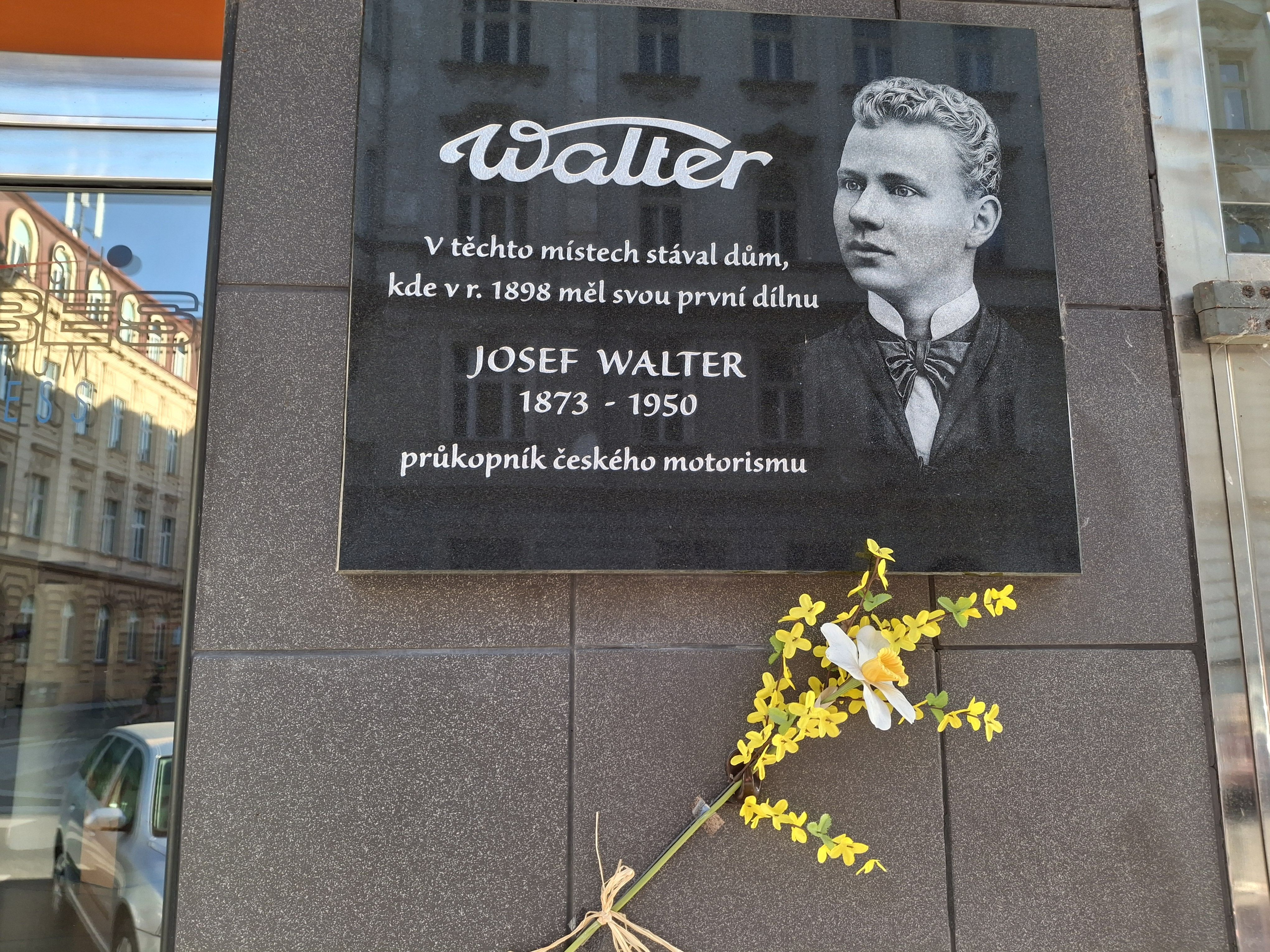
Pamětní deska Josef Walter (Kořenského 753/12, Praha 5)

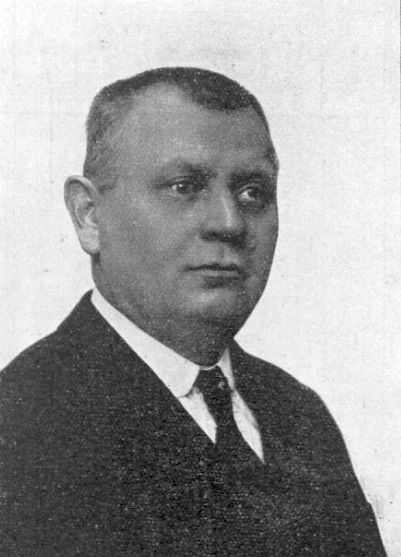
Josef Walter, majitel firmy Walter a synové koncem 20. let

## Mládí
Josef Walter se narodil 19. prosince 1873 ve Vepřeku, v drážním domku bez čísla u státní dráhy (dnes součást Nové Vsi) na Mělnicku jako páté dítě zámečníka a železničáře rakousko-uherských drah. Jeho otec zemřel, když Josefovi byly 3 roky, a když byl v učení, zemřela i jeho matka. Jako kluk projevoval nadání pro mechaniku a tak se vyučil nástrojářem ve smíchovské dílně Vojtěcha Černého, původně Kohoutův zaměstnanec (Továrna na mlýnské stroje a jízdní kola Jana Kohouta), který se osamostatnil a rovněž zahájil výrobu vysokých kol. Potom Walter přešel na pokračovací školu průmyslovou. V roce 1900 se oženil s Barborou Ballingovou (11.10.1872-23.12.1949), dcerou zámožného smíchovského klempíře a díky věnu mohl rozšířit svou dílnu. Dříve ale prý musel otci nevěsty dokázat svoji zručnost a postavit několik kol.

## Josef Walter, mechanická dílna na Smíchově (1898—1910)
V roce 1898 si jako 24letý živnostník s kapitálem 50 zlatých pronajal malou dílnu v dnešní smíchovské ulici Kořenského 753/12 (tehdy Smetanova č.p. 753). Její vybavení bylo jednoduché – vrtačka, výheň, kovadlina, soustruh (vlastní výroby) a drobné nářadí. Nejprve opravoval váhy a jízdní kola, postupně začal kola vyrábět, především ze součástek nakupovaných u anglické firmy B.S.A. V tom čase při práci na stroji mu odlétnuvší spona oslepila levé oko. V roce 1901 se přestěhoval do větší dílny v Kinského ulici č.p. 218 (nyní Štefánikova 218/3), kde byl zaveden elektrický proud. Díky věnu své manželky mohl zakoupit osm obráběcích strojů, zaměstnával tři dělníky a jednoho učně. V té době jízdní kola zevšedněla a nastával čas motocyklů. Laurin & Klement v Ml. Boleslavi, Vilém Michl ve Slaném a další, také i Josef Walter se tedy dali do konstrukce a výroby motocyklů. Pan Walter pracoval na tom svém od roku 1900 a vyšel s ním na veřejnost na přelomu 1901-2. První motorové kolo vyrobené podle Waltrovy konstrukce mělo jednoválcový motor o zdvihovém objemu 299 cm³ a výkon 2 k/1,5 kW. Za jeho vývoj J. Walter získal v roce 1903, na Jarní hospodářské výstavě Průmyslové jednoty pražské konané na Žofíně stříbrnou medaili. Na prvním motocyklovém salonu, který se konal v roce 1904 na Žofíně, Walter představil model 1,25 HP za 1000 K a 3,5 HP za 1200 K.

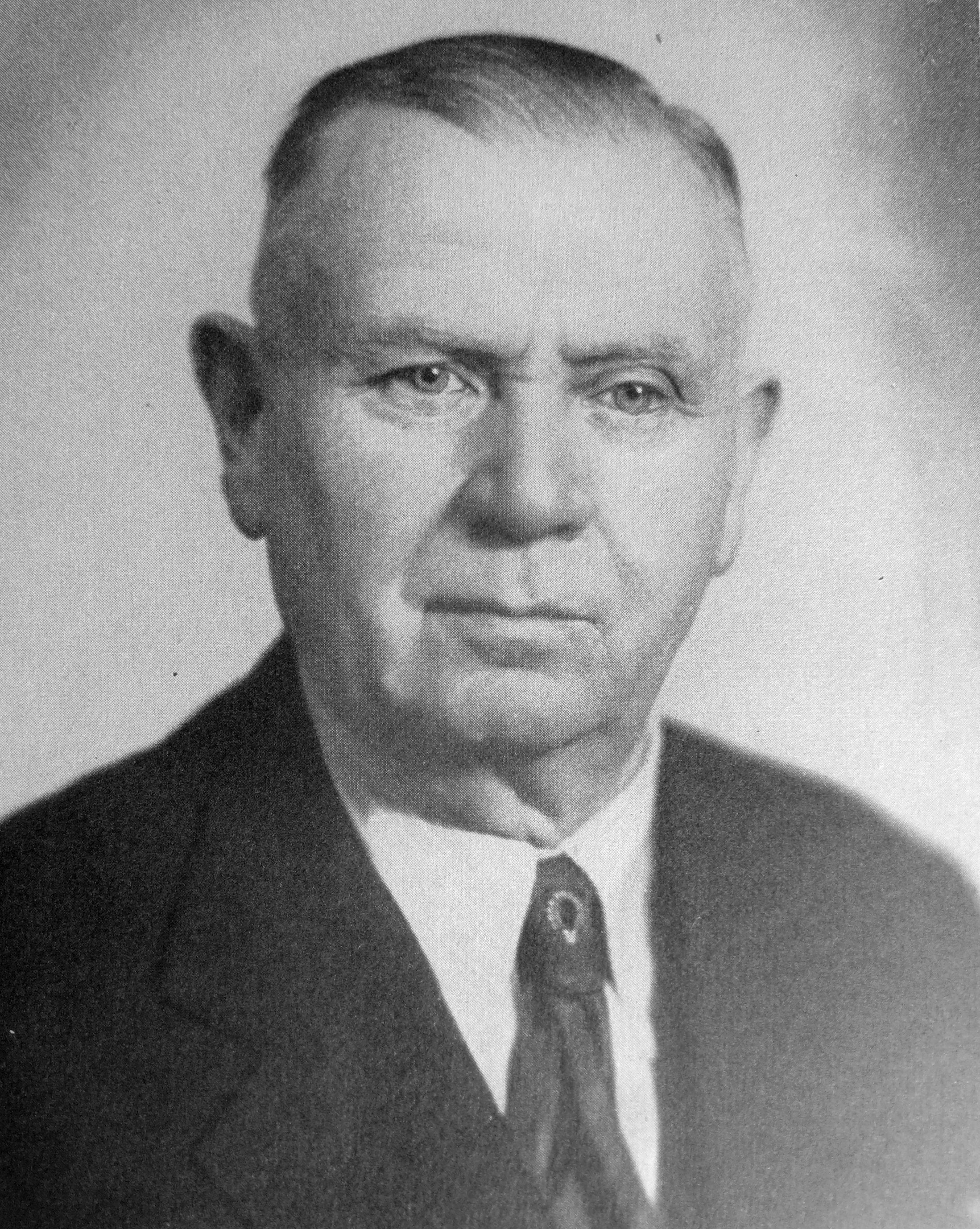
Josef Walter sedmdesátníkem

Kapacita dílny už nestačila a tak se v roce 1905 výroba přestěhovala do ulice Na Zatlance 6/1120 s plochou dílen a kanceláří 350 m² (dílny v tomto objektu byly až do konce 20. století, poté však developerský projekt PROM Europe s.r.o. tuto parcelu sloučil s vedlejší a na sloučené parcele vznikla nová stavba 4/1908), kde se v malé továrně začaly vyrábět motocykly s jednoválcovými motory (později typ A). V roce 1905 začal Walter se stavbou dvouválcových strojů. Ten první měl výkon 4,0-4,5 k/2,9-3,3kW. Pražský zástupce firmy Edvard Albrecht (Betlémské náměstí 257/9, v tomto měšťanském domě na rohu s Konvitskou je v současnosti hotel a kosmetické studio) nechal v roce 1905 vytisknout pro jedno a dvouválce (včetně dvouválce s přívěsným vozíkem) kvalitní prospekty. V roce 1906 byl Na Zatlance vyroben dvouválcový motor o zdvihovém objemu válců 602 cm³ s novým řešením způsobu zapalování (později typ B). Silnější dvouválec s vidlicovým uspořádáním měl již výkon 5 k/3,7 kW. Zde Walter nově vyřešil přesnost zapalování použitím excentrických kol rozvodu, rozvodových ozubených kol, kterými se vyrovnávala úhlová diference mezi válci do V a kotvou magnetu, která dávala jiskry po 180 stupních. I u tohoto dvouválce motory postupně modernizoval a zvyšoval jejich objem válců (705 a 750 cm³) a výkon. V roce 1907 byl typ B modernizován – plochý řemen byl nahrazen válečkovým řetězem a přibyla lamelová spojka. Řetězu bylo za potřebí především pro velký dvouválec 7 HP se zdvihovým objemem 1020 cm³ (vrtání 85 mm, zdvih 90 mm). V roce 1907 byla vykonána dálková jízda Praha–Terst a zpět se dvěma motocykly Walter B (dvouválec 6 HP) a Walter A (jednoválec 3 HP). Na cestě měřící 1665 km „ani stroje, ani gumy nevolaly po pomoci svých pánů“ – Jozy Papeže a dr. Dittricha.

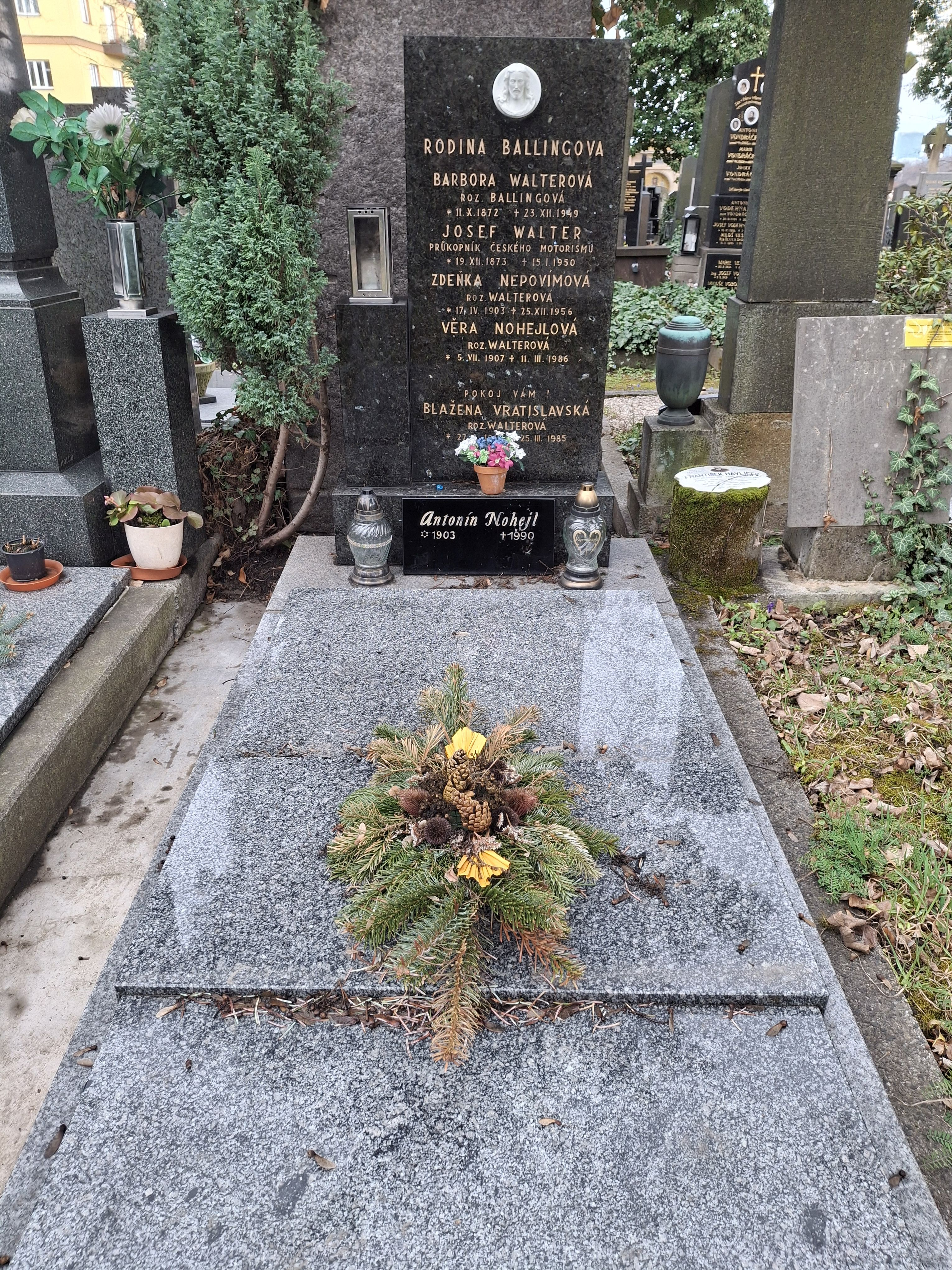
Hrob Josefa Waltera, Hřbitov Malvazinky (2025)

Tyto motory typu B pak začal používat pro stavbu motocyklů se „sajdkárou“. Silnější dvouválcové motocykly s větším objemem válců a výkonem byly právě vhodné pro provoz s postranním vozíkem, které začal nabízet od roku 1905. Velký úspěch měla výroba motocyklů s přívěsem a tříkolek, které Josef Walter poprvé představil v roce 1910. Do dílny k Waltrům (Josef Walter zaměstnal i svého bratra Antonína) docházel tehdy mladý inženýr od Ringhofferů ing. Josef Plocek a diskuzemi s konstruktérem Walterem se svým způsobem podílem na konstrukci tříkolky Walter. Zpravidla večer po práci chodil Plocek k Waltrům na Zatlanku a s panem Waltrem nad kreslícím prknem se nejednou přel, než pak Walter něco po debatě nakreslil. Na první pohled tříkolky vypadaly — pro své řízení — trochu exoticky, ale znamenitě se osvědčily a rozšířily. Zpočátku byly dvousedadlové, později čtyřsedadlové včetně nákladních verzi pro drobné živnostníky. Vzhledem k přijatelné ceně a kvalitě byly velmi oblíbené, vyvážely se i do ciziny. Tato vozidla měla jedno kolo vpředu a dvě vzadu, dvoustupňovou převodovku a pohon z motoru přenášel řetěz. Měly mnohem šťastnější koncepci, než tehdy jim konkurující německé značky Ekamobil Berlin, Phänomen Zittau (Phänomobil) či Cyklon Maschinenfabrik Berlin (Cyklonette).
Velký propagační význam měla i účast Waltrových strojů v závodech, na kterých často získávaly vavříny vítězství. Josef Walter vždy zdůrazňoval, že do závodů vysílá běžné, sériové stroje, žádné závodní speciály. Již v roce 1906 získali jezdci Zátka, Novotný, Rada, Adamec a Kratochvíle na jeho motocyklech přední umístění na závodech Praha-Tábor-Písek-Dobříš, mezi 19. a 23. km na silnici Praha–Dobříš a v roce 1908 na prvním ročníku závodu do vrchu Zbraslav-Jíloviště v třídě cestovních motocyklů obsahu válců do 0,6 litru sklidil ovoce své neúnavné práce a skutečné lásky k motorovým dvoukolkám smíchovský konstruktér Josef Walter, když jeho stroj, řízený obratným E. Ladem, nejen dobyl vítězství kategorie, nýbrž docílil i nejlepšího času cestovních motorek vůbec (kat. II).
V roce 1909 otvírá Josef Walter první, vlastní prodejnu motocyklů. Příznivec jeho dílny, stavitel a městský rada na Smíchově Antonín Šimek (pozdější 1. předseda správní rady) zakoupil od dědiců po zemřelém Františku Marešovi hotel Plzeňka a přilehlé pozemky na tehdejší smíchovské Švarcenberkově třídě č.p. 35 (dnes Nádražní 35/64). Na vedlejším pozemku postavil nový objekt (Nádražní 1573/60), kde byla Waltrova prodejna otevřena. Dnes objekt jako garáže využívá Zdravotnická záchranná služba hl. m. Prahy.
Ještě jako živnostník v roce 1909 Walter zkouší své štěstí ve výrobě automobilů, a to s dvouválcovým motorem značky Fafnir. Na krátký čas se Walter spojil s firmou Breifeld-Daněk z Karlína, ale toto spojení nemělo dlouhého trvání pro neshody s dosazeným dílovedoucím, který byl i současně kontrolním orgánem nad hospodařením podniku. Zajímavý "úkrok stranou" učinil Josef Walter, když vyrobil lodní motor dle konstrukčního návrhu doc. ing. Ludvíka Šimka, mnoholetého místopředsedy Veslařského klubu Slavia, později i člena správní rady firmy Josef Walter a spol. a profesora ČVUT. Jednalo se o dvoudobý, tříválcový kapalinou chlazený motor, který při 800 ot/min dával výkon 12 k/8,8 kW. Byl vybaven elektromagnetickým zapalováním. Byl instalován do člunu s "automobilním" řízením, který vyrobila firma Blecha a Mašek z Karlína. Na volantu byly umístěny páky pro plyn a zapalování, po pravé straně motoru, v dosahu řidičovy nohy, byla "brzda" motoru. Jízda prvního českého motorového člunu Slavia pro 5 osob uskutečněná v dubnu 1909 a jeho následné projížďky po Vltavě byly sledovány přečetným obecenstvem z mostu Legií i ze Střeleckého ostrova, kde VK Slavia měl svoji loděnici. K výrobě lodních motorů se Josef Walter vrátil o 20 let později ve své firmě Walter a synové.
V roce 1910 se uskutečnil závod motorek Českého klubu automobilistů na dobříšské silnici mezi 19. a 23. kilometrovníkem. V 5. kategorii (motorky s přívěsem) prvá čtyři místa obsadili jezdci F. Matzka, K. F. Jeřábek a Budyňský a Z. Rüdiger (všichni na strojích Walter). Až na 5. místě skončil R. Kožený na stroji Puch. V 6. kategorii (tříkolky) startovaly pouze Waltry, o prvenství si to rozdali Viktor Fehrer a sám Josef Walter. V závodě zvítězil o necelých 5 vteřin Fehrer.
Během let 1905 až 1914 bylo ve Waltrovce na pražském Smíchově (a později v Jinonicích) vyrobeno na 300 motocyklů a až 900 tříkolek.

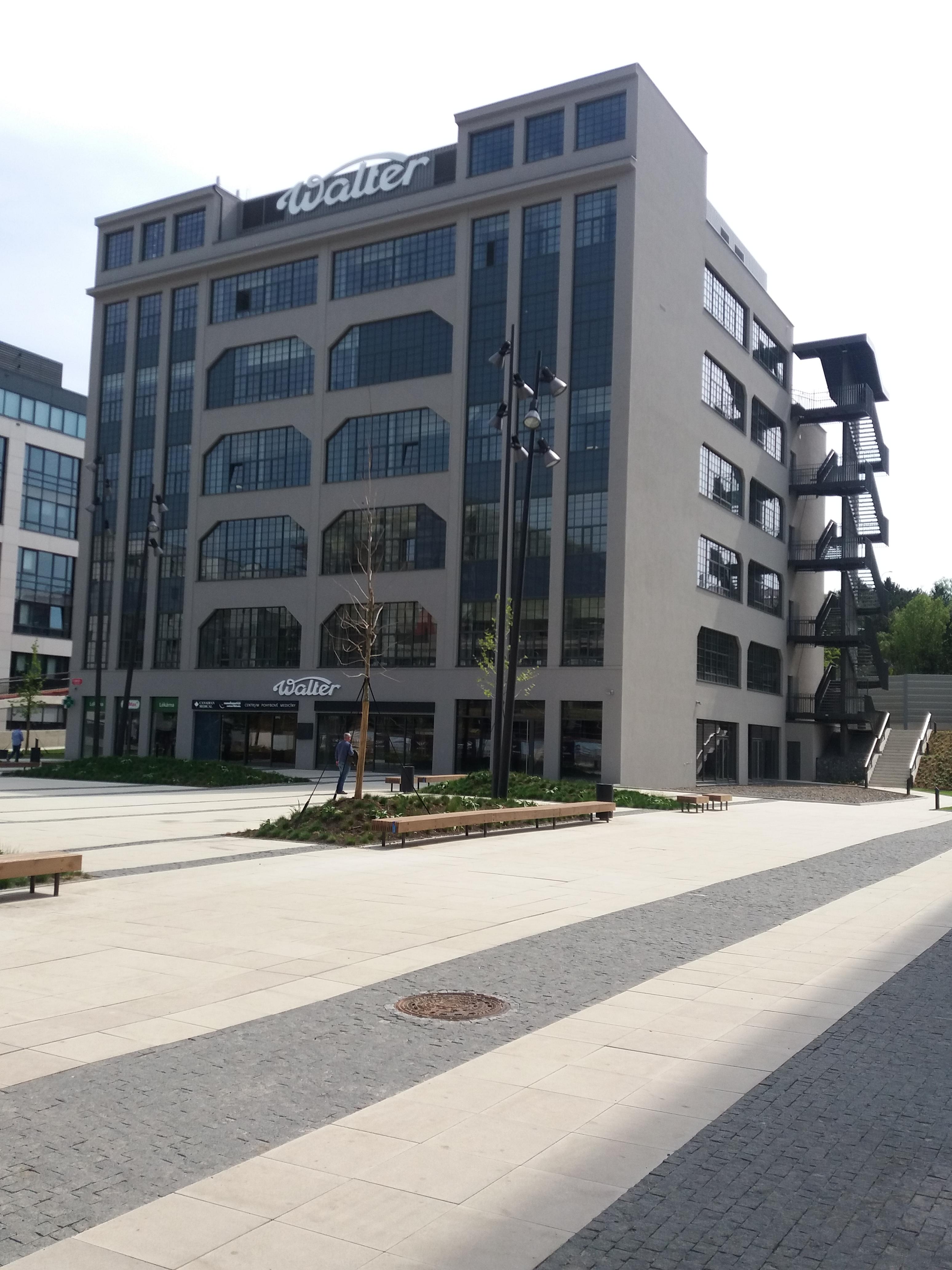
Walterovo náměstí v Rezidenci Waltrovka (2018)

## Josef Walter a spol. (1911—1922)
Vzhledem k nárůstu výroby bylo potřeba rozšířit podnik a vybudovat novou továrnu. Proto se Josef Walter v roce 1911 spojil s dalšími význačnými smíchovskými podnikateli (společníků bylo přes 20) a založil společnost Walter a spol., kde byl na 10 let ustanoven ředitelem. Začala se stavět továrna v Jinonicích u Prahy (Jinonická 329, dnes Walterovo náměstí 329/2) na pozemcích jednoho ze společníků, statkáře Březovského, která byla dokončena v roce 1913. Do nové továrny se firma J. Walter a spol. přestěhovala k 1. únoru 1913. Zastavěná plocha budov činila 2800 m². Továrnu postavil smíchovský stavitel p. Šimek a současně předseda správní rady Waltrovy společnosti. Na západní straně továrního pozemku (poblíž železniční tratě) byla strojovna, kde byl umístěn Lanzův parní stroj o výkonu 150 k.s., jenž poháněl Křižíkův generátor o příkonu 120 kW. Továrna si sama vyráběla elektrickou energii pro osvětlení a zvláště pro pohon strojů. Jako rezerva sem byl převezen z dílen na Zatlance 16koňový Bronsův (naftový) motor (generátor). Vedle strojovny směrem pod vrch Vidoule byla niklovna, klempírna, brusírna, truhlárna, sedlárna a zkušební brzdící stanice. Na severní části pozemku byla lakovna a emailovna.
První tříkolka z roku 1910 byla dvousedadlová tříkolka typ C2 s dvouválcovým vzduchem chlazeným motorem o objemu 1022 cm³ (ø 85x90 mm) a výkonem 5,1 kW (7 k). Později se prodával i dodávkový model typ CN/CNK a čtyřsedadlový typ C4. Druhý typ tříkolky vyráběný od roku 1912 (typ D) byl vybaven dvouválcovým motorem o objemu 1248 cm³ s výkonem 8,8  kW (12 k). Tříkolka typu D měla již čtyřstupňovou převodovku navíc se zpáteční rychlostí a pohon z motoru na zadní hnanou nápravu přenášela Kardanova hřídel. I tento model se dodával v nákladní verzi označené jako typ DNP. Josef Walter nezapomínal na propagaci, takže se v roce 1911 na jedné ze svých tříkolek vydal na propagační cestu do Kyjeva, aby získal tamní trh. Vrátil se s objednávkou na 50 kusů. Walter vyvážel své motocykly a tříkolky do zemí bývalé rakousko-uherské monarchie, do Německa, na Balkán (Srbsko) a do carského Ruska.
Velký propagační význam měla i účast Waltrových strojů v závodech, na kterých často získávaly vavříny vítězství. Na jeho strojích závodili jak jeho zaměstnanci, tak příznivci podniku - dr. Jaroslav Zátka, Klement Adamec, Fr. Rada, Slavík, Joza Papež, Jindřich Knapp, Vladimír Tobek, ing. Josef Plocek atd. Na III. ročníku závodu Zbraslav–Jíloviště, konaném 13. dubna 1913, v 3. kategorii (hmotnost min. 50 kg, výkon 3-4,5 HP) obsadili na Waltrech 2.-5. místo jezdci Klement Adamec, Bedřich Kratochvíle, Novotný a dr. Jaroslav Zátka. V 5. kategorii (motorky s přívěsem) vyhrál na Waltru Slavík a konečně v 6. kategorii (motor. tříkolky) zvítězil ing. Vladimír Tobek se spolujezdcem Jindřichem Knappem před nadpor. Dostálem a Prokopem Fořtem (všichni na tříkolkách Walter). Ještě v roce 1913 zaznamenal Walter se svými tříkolkami řadu úspěchů v Německu (Ing. Vladimír Tobek uspěl v závodech kolem Chiemského jezera) a Dolním Rakousku, kde ing. Tobek zvítězil 1. června na Riederbergu a dosáhl nejlepšího času mezi cyclecary (2. Hunek), v jízdě kolem Dolních Rakous opět vítězství a řidič Hunek zvítězil v červenci ve třídě cyclecarů v jízdě kolem Semmeringu a získal cenu Vídeňského Nového Města (Wiener Neustadt).
Před 1. světovou válkou vznikl první automobil původní konstrukce, čtyřsedadlový automobil Walter W-III s čtyřválcovým, vodou chlazeným motorem podle vzoru francouzské firmy Renault. Rychle následovaly i menší typy W-II a W-I. Oficiálně byl první vůz Walter W-III (12/30 HP, 2 613 cm³) z Waltrovy továrny představen na X. pražském autosalonu, který se konal ve dnech 20. dubna - 1. května 1913. Byl to zlatý hřeb Waltrovy kolekce představené na tomto jubilejním autosalonu. O rok později, na XI. pražském autosalonu (12.-19. dubna 1914, "stand" č. 4), to byly s typem W-III i příbuzné modely W-II (8/20 HP, 1 847 cm³) a W-I (5/14 HP, 1 244 cm³). Josef Walter a spol. vystavoval 3 typy jednotného typu vozu ve třech velikostech, karosované vozy dvou- a čtyřsedadlové typu Walter W- I a W-II, šestisedadlový cestovní vůz v elegantním provedení typu Walter W-III a šestisedadlovou luxusní limuzínu W-III. Lehkou jízdu Waltrovy továrny zastupovaly 4 motocykly (po 2 typech A a B) a tříkolky: čtyřsedadlová typu D, dvě dvousedadlové C2 a dvě nákladní tříkolky CNK a DNP s Pullmanovou karoserií.
Vůz W-I už jako prototyp v roce 1914 vyhrál svou třídu do 1,25 l na závodu Zbraslav - Jíloviště. Na tomto závodě konaném 5. dubna 1914 (4. ročník) v kategorii motocyklů do 750 cm³ (III. kat., motorová kola) bezpečně zvítězil Novotný na Walteru B v čase 4:54,6 min před Kratochvílem na stejném typu. JUC. Novotný se stal i celkovým vítězem kategorie motorových kol. Na 2. místě v III. kategorii skončil na stejném stroji Kratochvíle. V kategorii cestovních vozů do 1,25 l zvítězil čtyřsedadlový automobil Walter W-I. Za volantem vozu seděl dr. Jaroslav Zátka, továrník a úspěšný závodník na motocyklech a tříkolkách Walter (st. č. 43). V závodě samotném byl však rychlejší Klement Adamec (st. č. 44), který jel v podstatě na stejném voze, ovšem na dvousedadlovém voze Walter W-I. Podle tehdejších propozic byl za to poškozen připočtením 10% penalizace k dosaženému času. Takto se propadl v kategorii malých vozů do 1,25 l objemu válců až na 4. místo, i když dosáhl lepšího času než kolega Zátka. Tato podivná formule byla později zkorigována na 3% a ještě později z propozic zcela vyškrtnuta. V předvečer 1. světové války - v den sarajevského atentátu - se 28. června 1914 jel závod do vrchu Plzeň-Třemošná. V tříkolkách získal vítězství místní sportovec p. Císař před Kratochvílem, Rohlíkem a Lešem (všichni Walter). V třídě nejmenších vozů dovedl Adamec svůj dvousedadlový vůz W-I do cíle v tak výborném čase, že i s přirážkou 10% k dosaženému čase v kategorii do 1,25 l bezpečně zvítězil. Tříkolky i automobily W-I až W-III se vyráběly i počátkem první světové války (1914–5), ale potom jejich výroba byla zastavena. Josef Walter byl typický „The self made man“, napsal dubnu 1914 dr. Jiří Krása v Autu. „Nejdříve dělal nejlepší motocykle, pak nejlepší tricykle a od loňského roku to začal s vozy. Proč ne? Walter, to je taková amerikánská nátura a zlatá ruka!“ Automobily Josefa Waltera byly stejně úspěšné jako byly jeho motocykly a tříkolky.
Dne 27. srpna 1914 v poledních hodinách vypukl v kolárně továrny rozsáhlý požár, který zničil více než třetinu objektů. Hasiči ze Smíchova, Košíř, Butovic, Jinonic a Radlic bojovali po čtyři hodiny, než se jim podařilo oheň utlumit. V karosárně, s níž sousedila lakovna, se od kamen vzňaly hoblovačky a propukl velký požár. Za války se začaly v továrně pro potřeby rakousko-uherského mocnářství vyrábět granáty a zapalovače šrapnelů. V roce 1916 byla zavedena výroba vzduchem chlazených motorů D 48/50 konstrukce ing. Plocka. Ty byly používány jako zdroje elektrického proudu pro osvětlování bojiště a s dynamem pro polní, přenosné radiostanice. Rovněž se vyráběl motor pro polní dráhy Lola Daimler 3,5 k. V témže roce (1916) nastupuje do továrny na poloviční úvazek student techniky Josef Zubatý.
Na sklonku I. světové válce se na krátký čas vrací výroba motocyklů. Na 300 strojů si objednal "erár" (pro rakousko-uherskou armádu), proto byli do Vídně vysláni pánové Hlava a ing. Zubatý, který pak zpracoval výkresovou dokumentaci. Vojenský motocykl ing. Zubatého, Walter 706 cm³ (čtyřdobý vzduchem chlazený zážehový dvouválec SV s protiběžnými písty – boxer, vrtání ø 75 mm, zdvih 80 mm) byl vyvíjen již za první světové války, avšak licence včetně rozpracovaných motocyklů je krátce po válce prodána firmě Automontage Jos. Janatka ze Smíchova, která měla výrobní závod v Radlicích. Motocykl byl vyráběn pod značkou Itar 710. Licenci na výrobu tříkolek včetně rozpracovaných dílů prodal Walter po I. světové válce firmě Šibrava (Jaroslav Šibrava, Praha VII – Holešovice, Vltavská 866), bývalému zaměstnanci Waltrovy továrny. Ty byly vybaveny dvouválcovým motorem o objemu 1248 cm³ a byly stavěly ve dvou- i čtyřsedadlovém provedení (faeton, coupé, taxík) vč. nákladní verze. První stroje Šibrava vystavil již na pražské automobilové výstavě v roce 1921. Tříkolky pojmenované Trimobil (typ E) byly firmou Šibrava v letech 1921–1925 vyráběny v 5 variantách, ponejvíce v nákladní verzi.
Posledním motocyklem (ing. Josef Plocek) z Jinonic byl typ Walter M 922, vyráběný od roku 1921. Byl to čtyřtaktní dvouválec s hliníkovými písty do V, rozvod OHV, objem válců 750 cm³ (ø 75x85 mm) a výkon 8 k/5,9 kW. Měl v jednom bloku s motorem 3rychlostní převodovku, která byla oddělena od motoru lamelovou spojkou. Stroj měl 2 brzdy (ruční, nožní) a byl vybaven startérem, dynamo-elektrickým osvětlením a tachometrem. Dosahoval maximální rychlosti 90 km/h. Byl dodáván ve velkých počtech i československé armádě. Vyráběl se rovněž s postranním vozíkem. S tímto motocyklem v závodní úpravě (výkon 14,7 kW, max. rychlost 150 km/h) dosáhl mnoha úspěchů v závodech začínající závodník Bohumil Turek (1922–1926).
Ing. Josef Zubatý již za války připravil do výroby novou typovou řadu automobilů označovaných jako Walter WZ - WIZ - WIZI ( WZ = Walter Zubatý). Tato typová řada byla zahájena automobilem WZ 6/18HP (1919), následovaly WIZ 6/20HP (1919) a WIZI 8/25HP (1920). Na jejich zdokonalení po odchodu ing. Zubatého do zahraničí (v roce 1920) potom pracoval ing. Plocek. Nejenže změnil rozvody z SV na OHV, ale připravil do výroby i užitkový automobil Walter PN (Plocek Nákladní) a osobní automobil Walter P (Plocek). V roce 1921 byl obnoven proslulý, předválečný závod do vrchu, mezinárodní automobilový závod Zbraslav – Jíloviště. Jindřich Knapp na Waltru WZ v kubatuře F1 cestovním automobilů do 1600 cm³ zvítězil v čase 5:15,5 min., ve svém prvním životním závodu s automobilem. Emanuel Pinner vyhrál na prototypovém Waltru WIZI v třídě F2 cestovních automobilů do 3000 cm³ (4:35 min.). Projel trať krásným stylem a získal tak Cenu města Prahy za nejlepší čas dosažený na stroji domácí výroby. V rychlém sledu pak následují další úspěchy v závodech a soutěžích, v Mezinárodní soutěži spolehlivosti Československem (červenec), v I. ročníku závodů motorových kol, voituret a vozů do vrchu Ecce Homo u Šternberka na Moravě (říjen), v dubnu 1922 opět Zbraslav-Jíloviště, II. mezinárodní soutěž spolehlivosti Československem (září 1922), II. ročník závodu do vrchu Schöber u Rumburka (říjen 1922) atd.
V roce 1919 byla Waltrova společnost akcionována a přejmenována na Akciovou továrnu automobilů Josef Walter a spol. Technickým ředitelem Waltrovy továrny v Jinonicích byl v roce 1920 jmenován v kruzích automobilních dobře známý p. ing. Jan Novák, který byl dříve ředitelem automobilního oddělení Kopřivnické vozovky na Moravě (mj. "vymyslel" název Tatra, ve funkci ředitele 1920-1927) a před tím byl i ředitelem dílen automobilního oddělení První Českomoravské továrny na stroje (Praga). Současně byl jmenován administrativním ředitelem Theodor Svoboda (ve funkci 1920-1945), dosavadní reprezentant První Českomoravské továrny na stroje v Paříži. Ředitel Walter si ponechal úřad vrchního a výrobního ředitele závodu, Postupně došlo ke změně ve vedení továrny (nastoupil i nový šéf dílen ing. Otomar Benák) a neshodám o výrobním programu firmy, takže Josef Walter nejprve odstoupil "po vzájemné dohodě" z funkce ředitele společnosti (v lednu 1922) resp. skončilo mu desetileté období ředitele (1911-1921) a krátce poté v dubnu 1922 definitivně odešel i ze správní rady společnosti a rozhodující vliv získává Vítězslav Kumpera (jeden ze společníků z roku 1911, od r. 1927 předseda správní rady a prezident společnosti), který v roce 1927 přivedl svého staršího syna, ing. Antonína Kumperu a v roce 1929 mladšího syna JUDr. Vítězslava Kumperu ml. Předsedou správní rady byl Vítězslav Kumpera st. až do května 1945. Od roku 1923 byly souběžně s automobily a motocykly vyráběny i letecké motory.

## Galerie Josef Walter a spol.

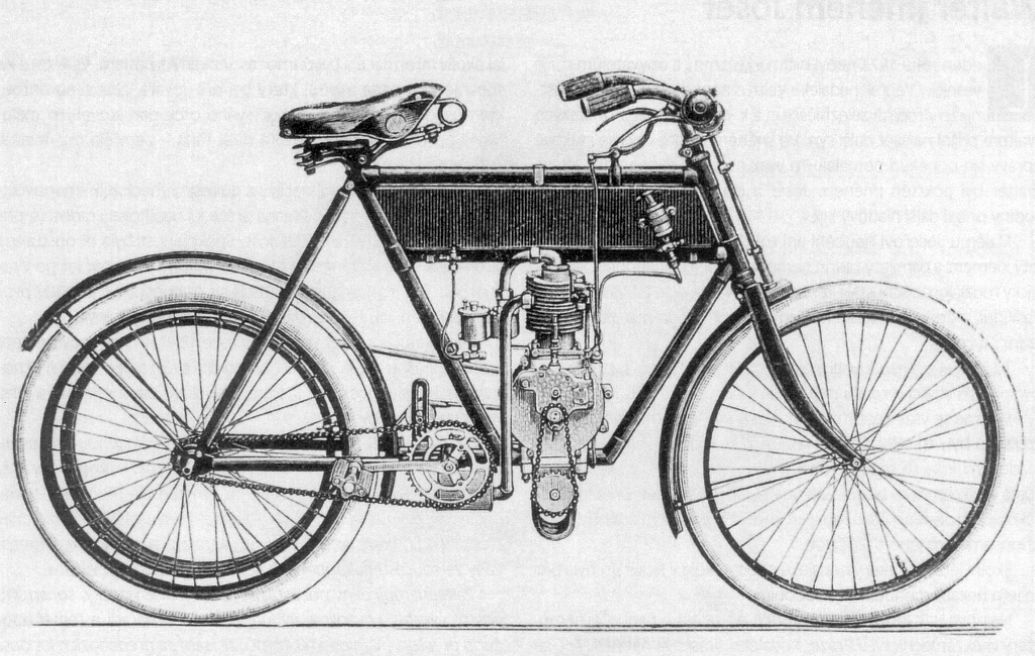
Motorové kolo Walter (1902), oceněné stříbrnou medailí na výstavě Průmyslové jednoty pražské (1903)
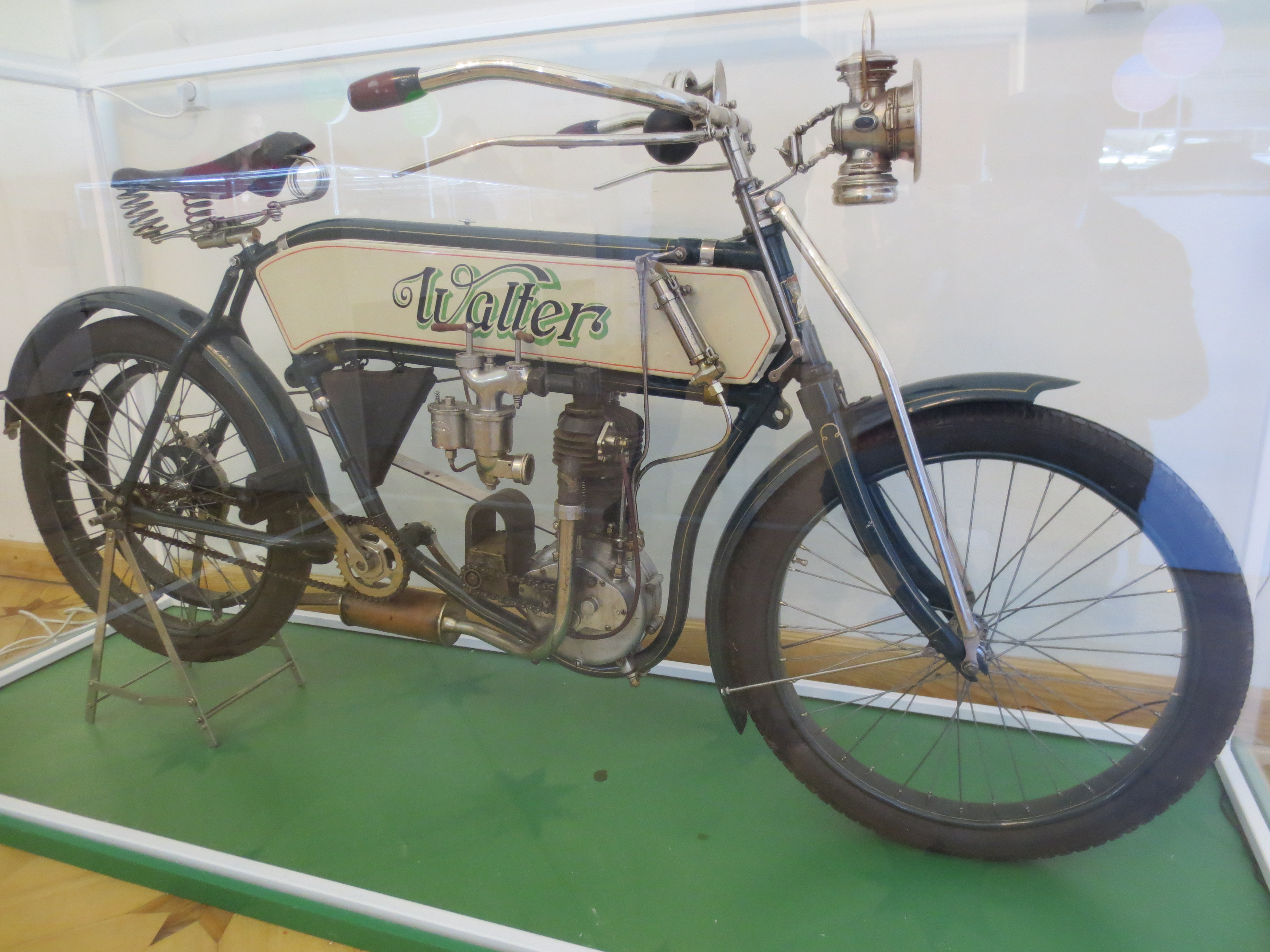
Walter Typ A na výstavě na zámku Valtice 2018
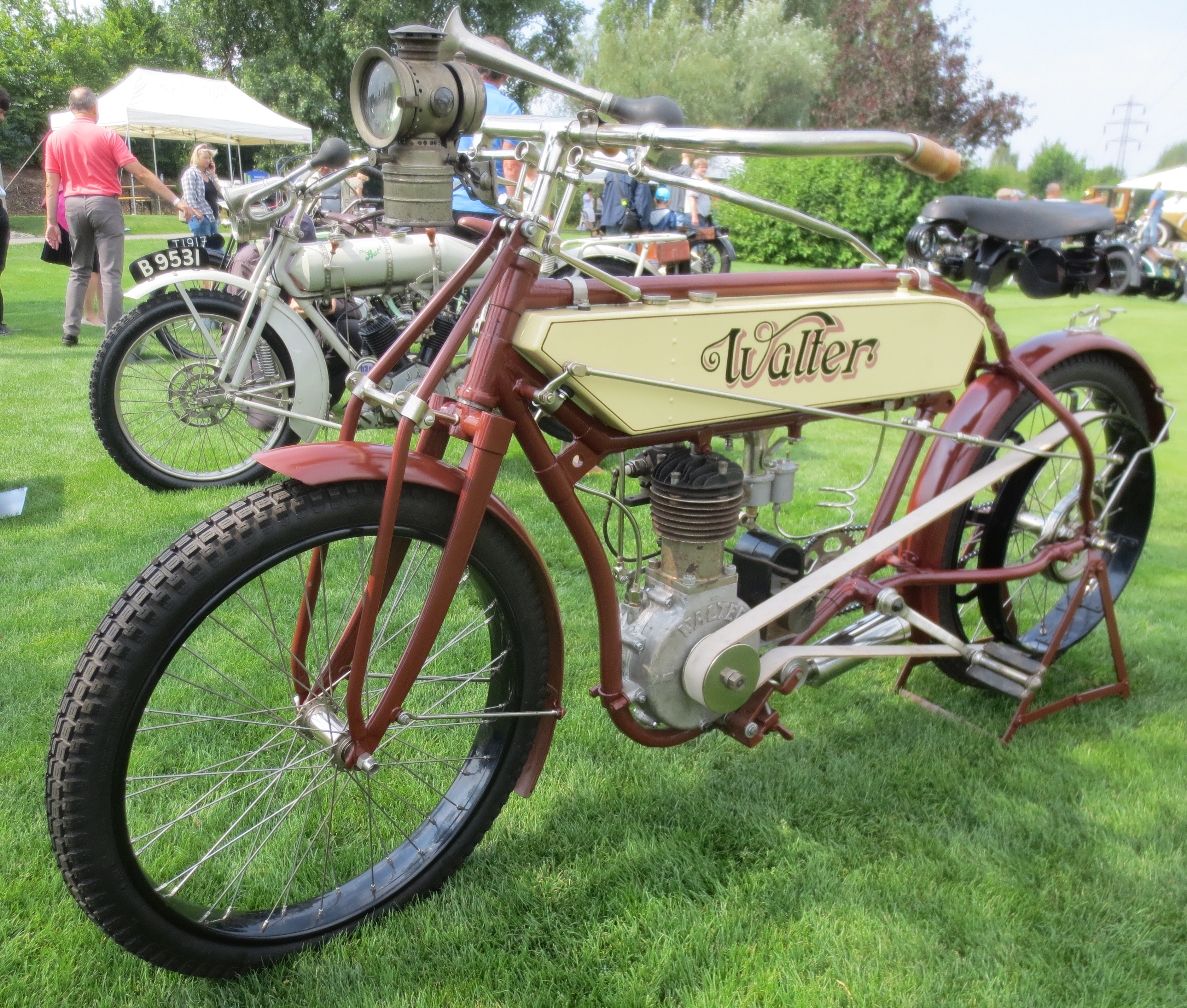
Walter Typ A (1911) na Automobilových klenotech 2019
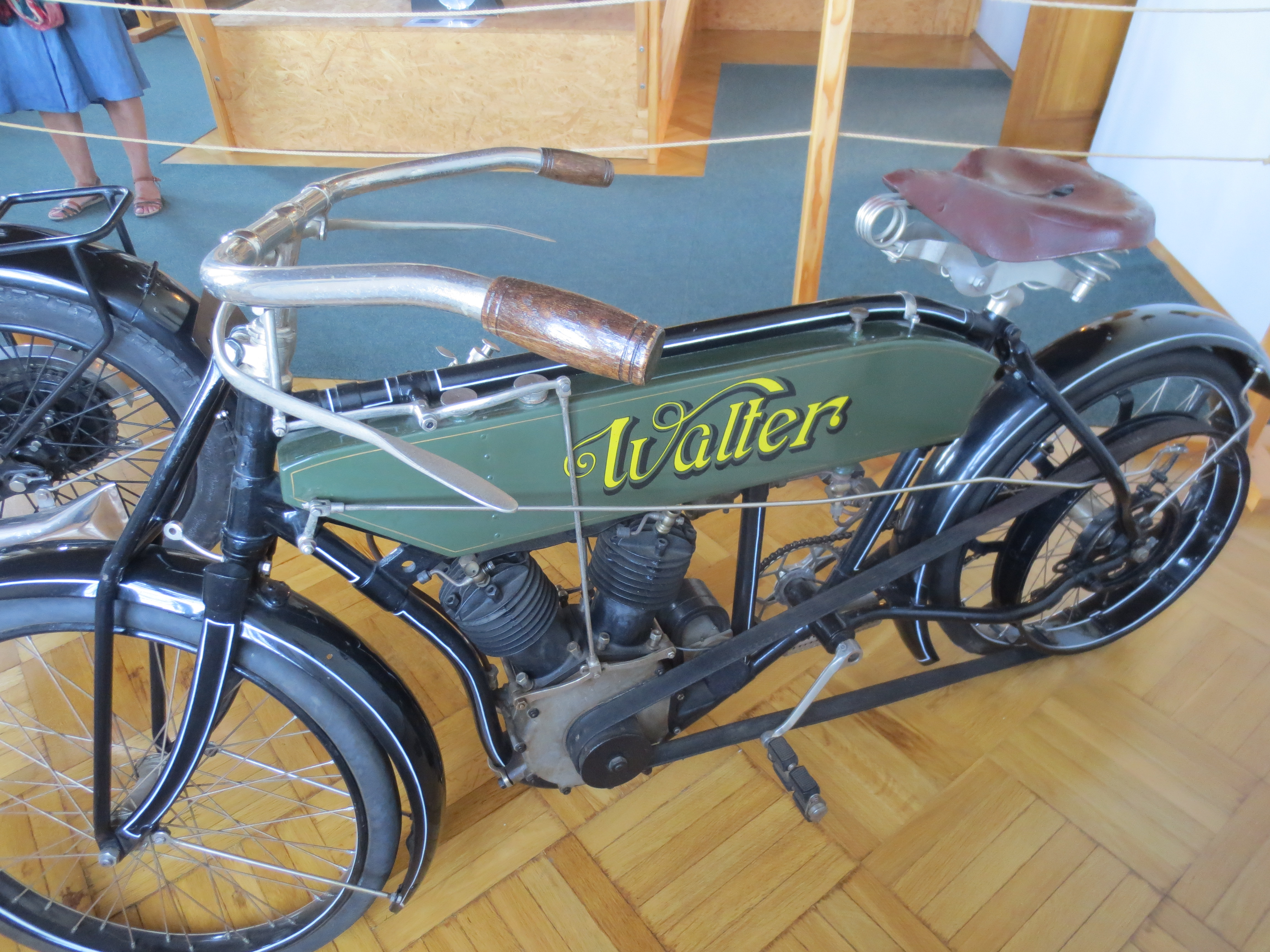
Walter Typ B (1913) v expozici na hradě Kámen 2019
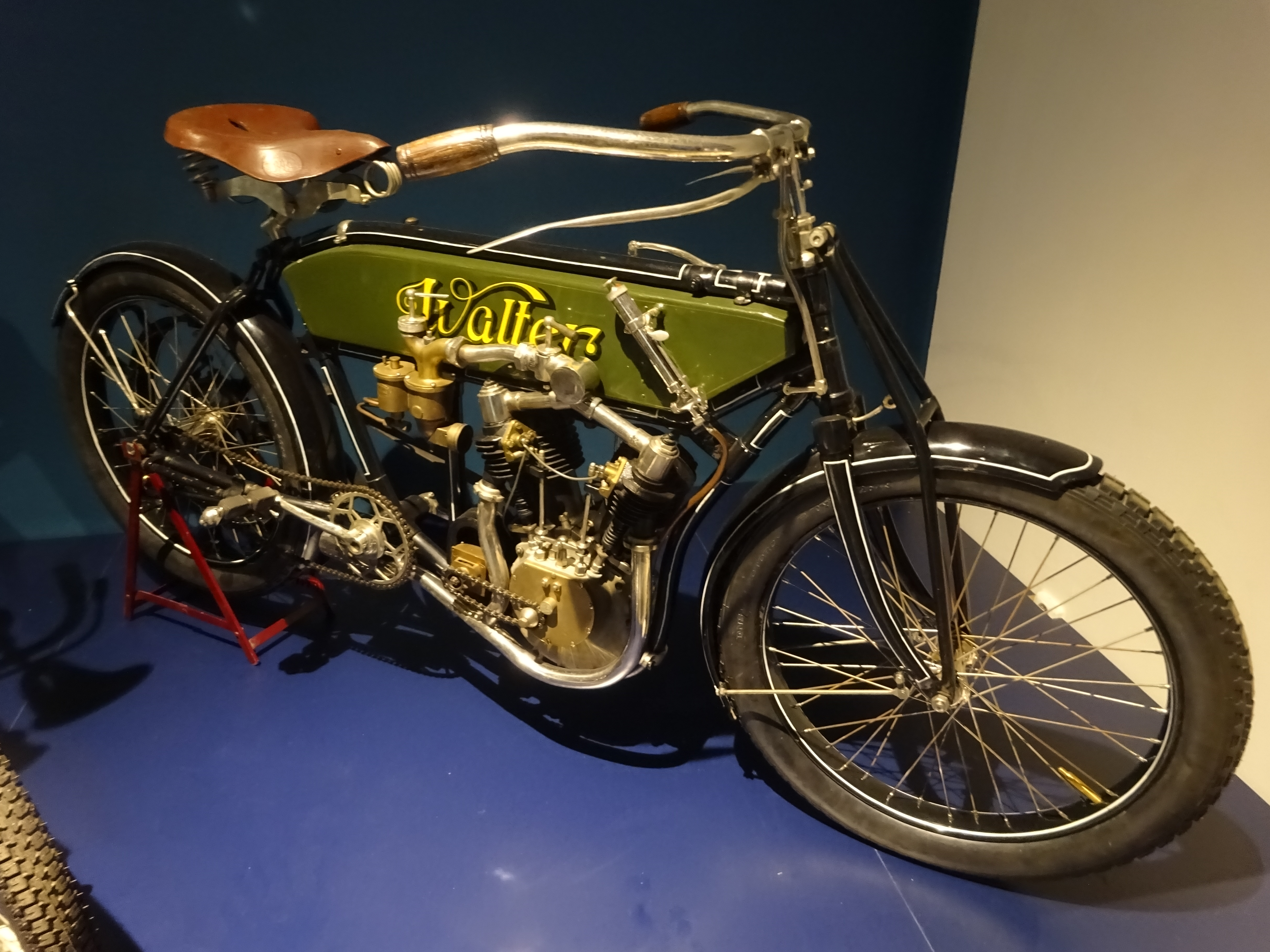
Walter Typ B (1913), Technické Muzeum Brno 2024
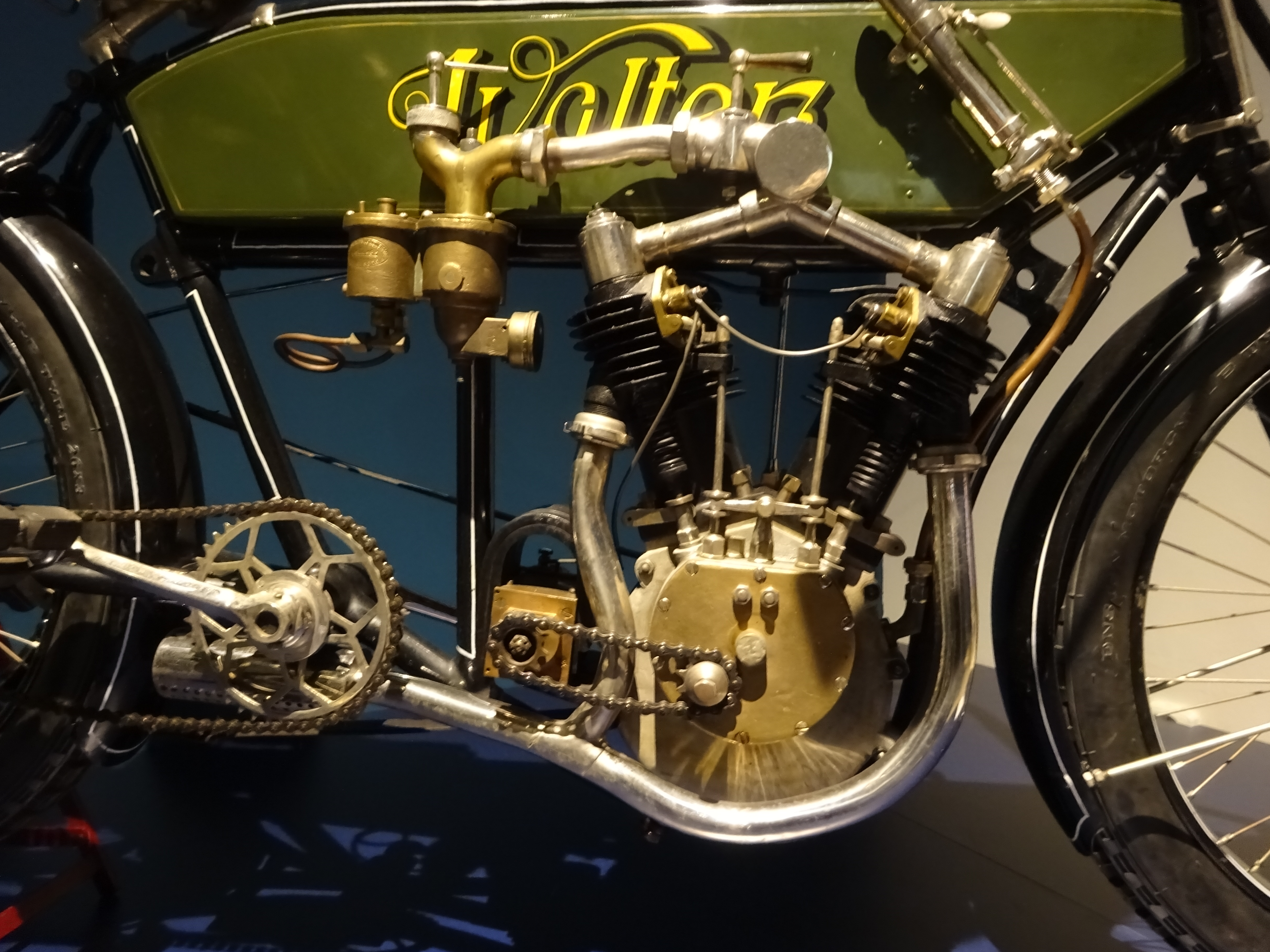
Walter Typ B, detail motoru (1913)
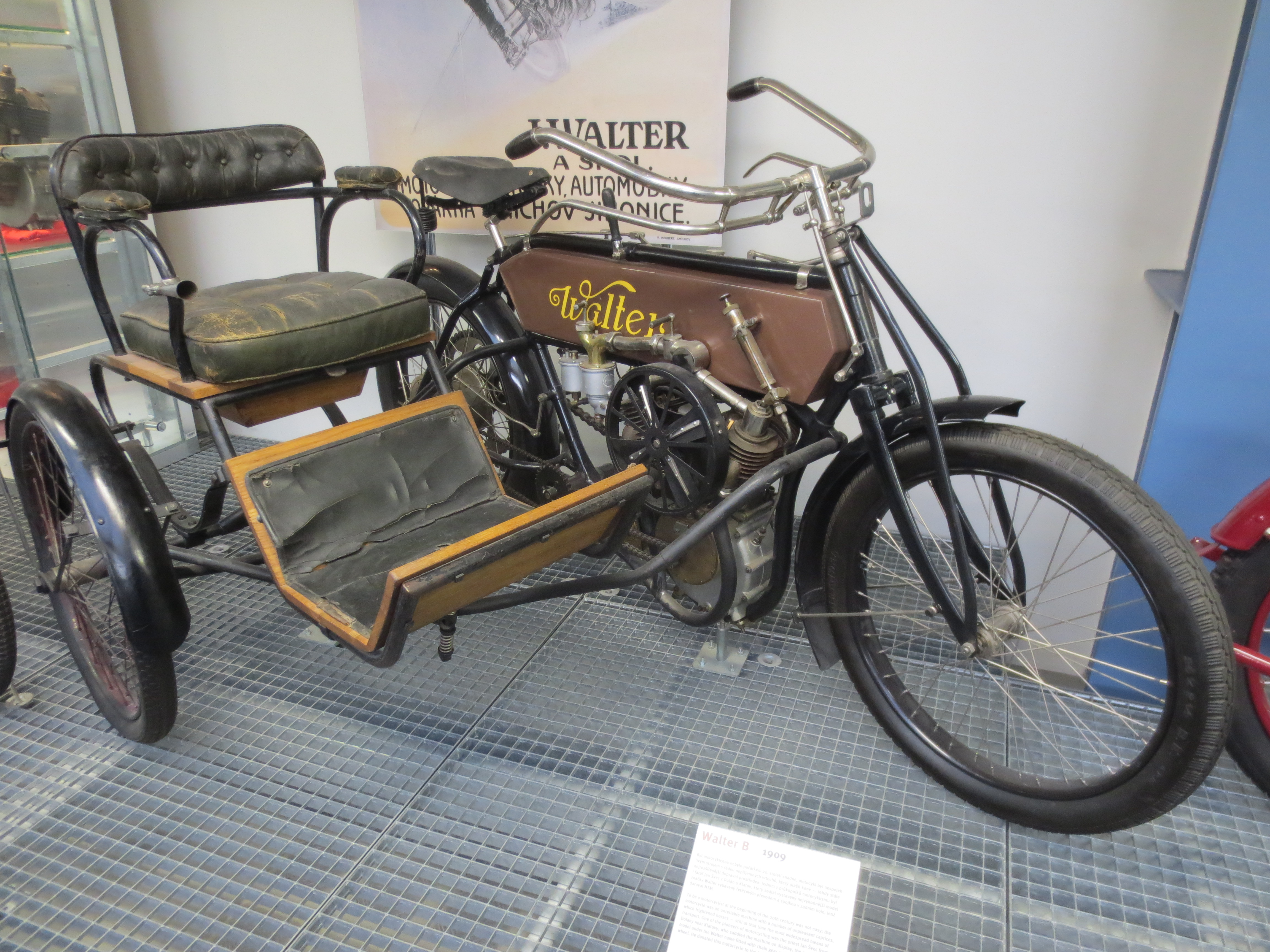
Walter Typ B s přívěsným vozíkem (1909) v NTM 2018
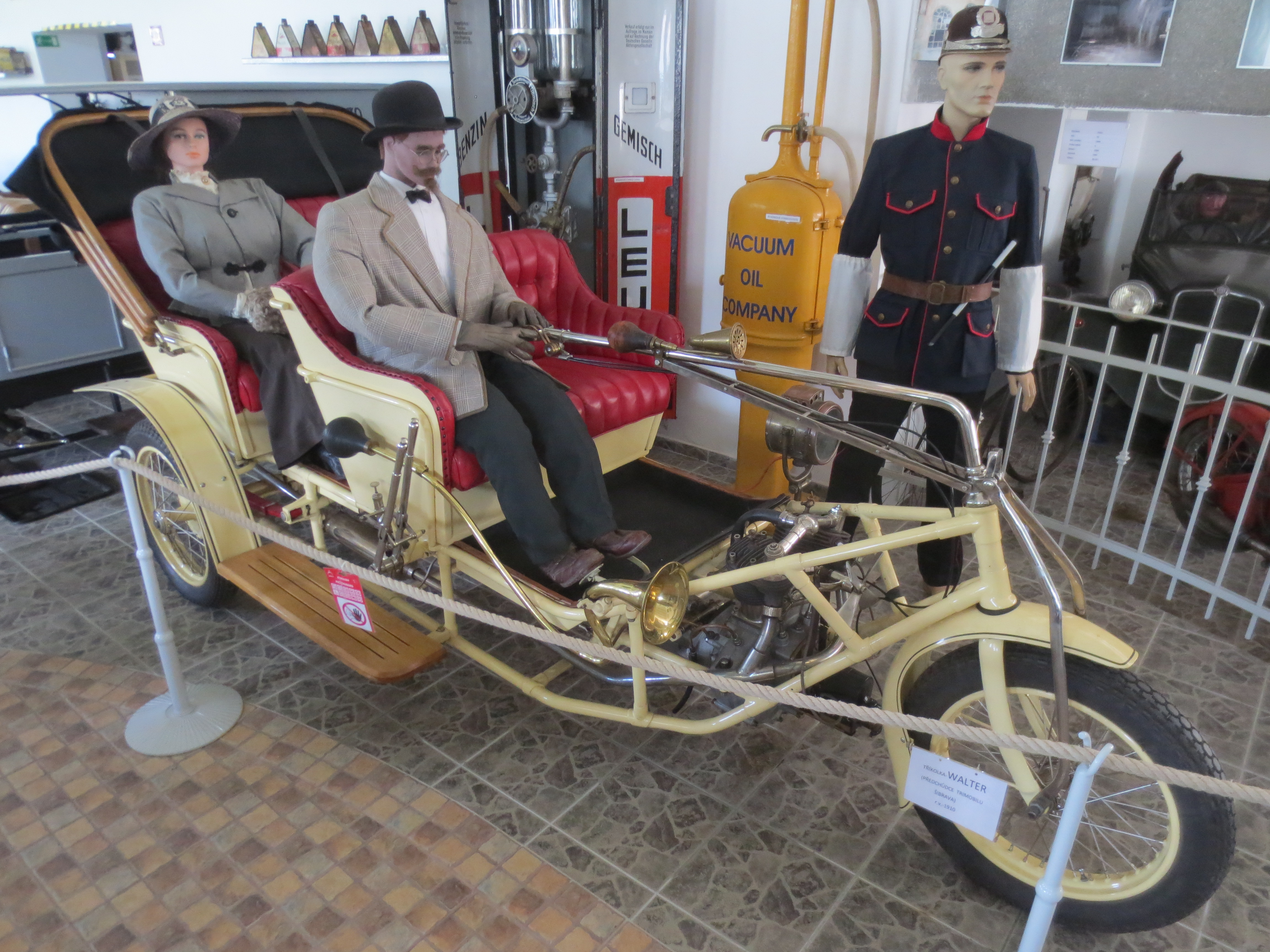
Walter Typ C4 (1910) v Muzeu motorismu Znojmo 2019
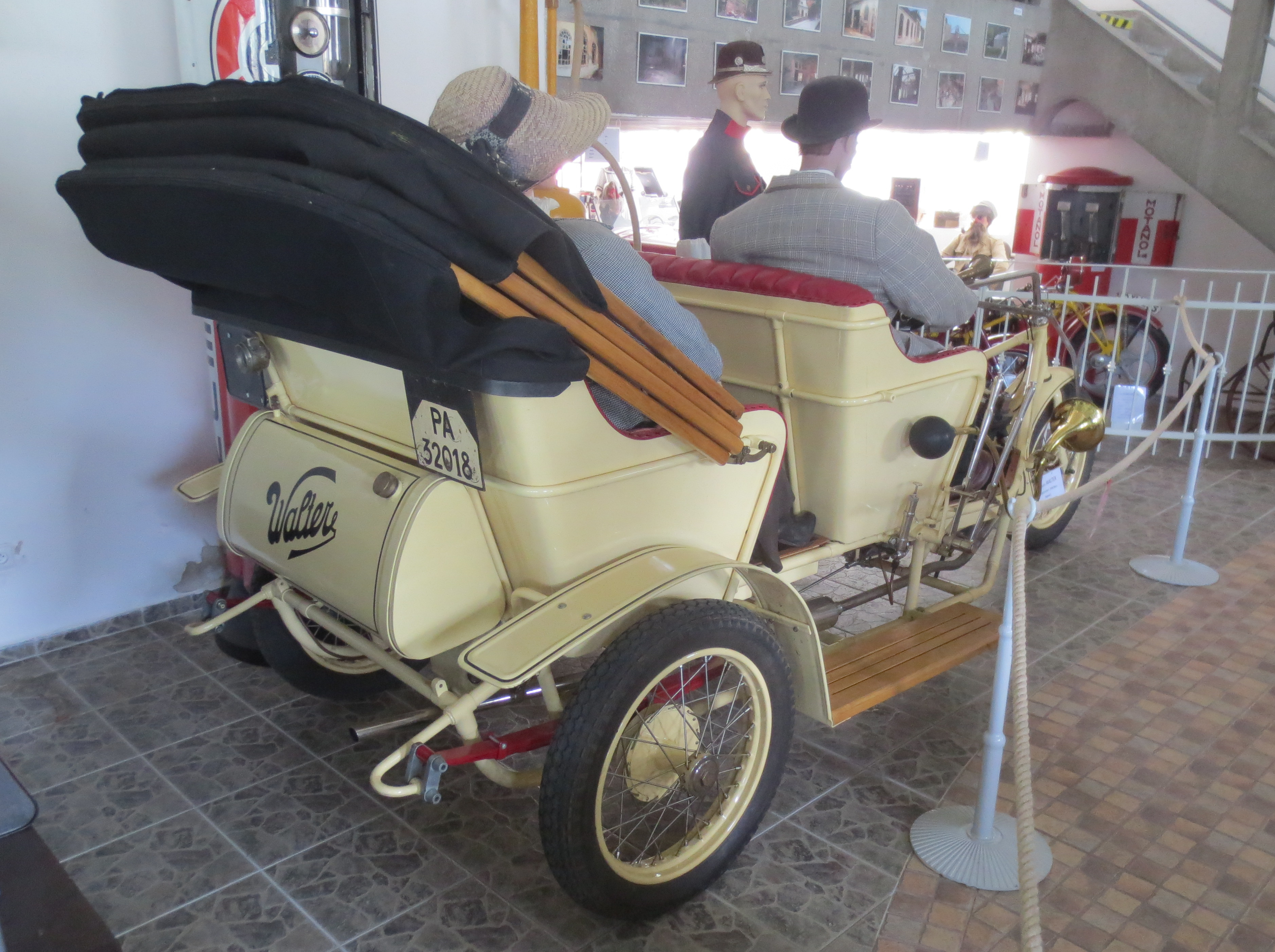
Walter Typ C4 (1910) v Muzeu motorismu Znojmo 2019
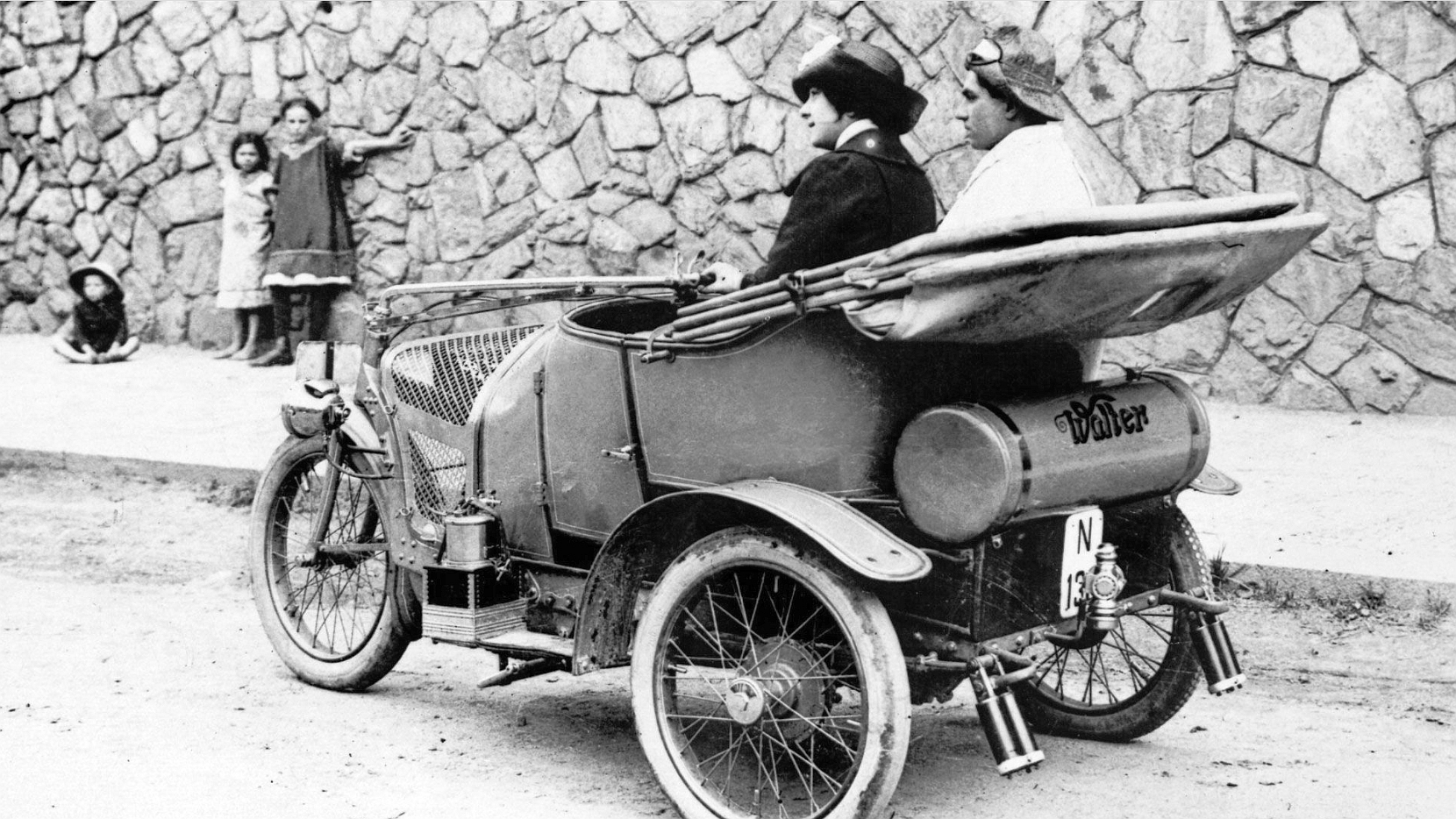
Tříkolka Walter D před dílnou v ulici Na Zatlance (1912)
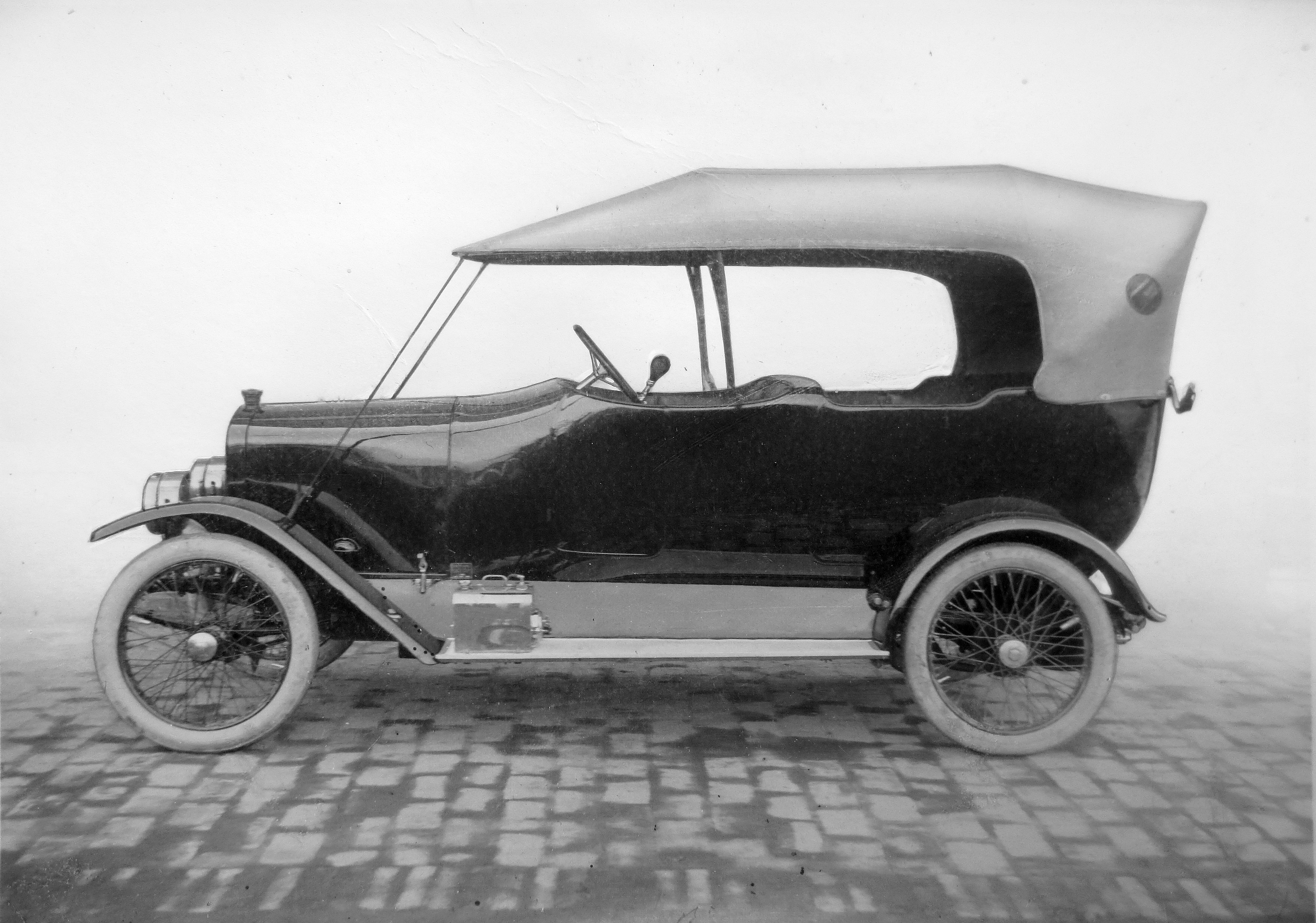
Walter W I, čtyřsedadlový (1913)
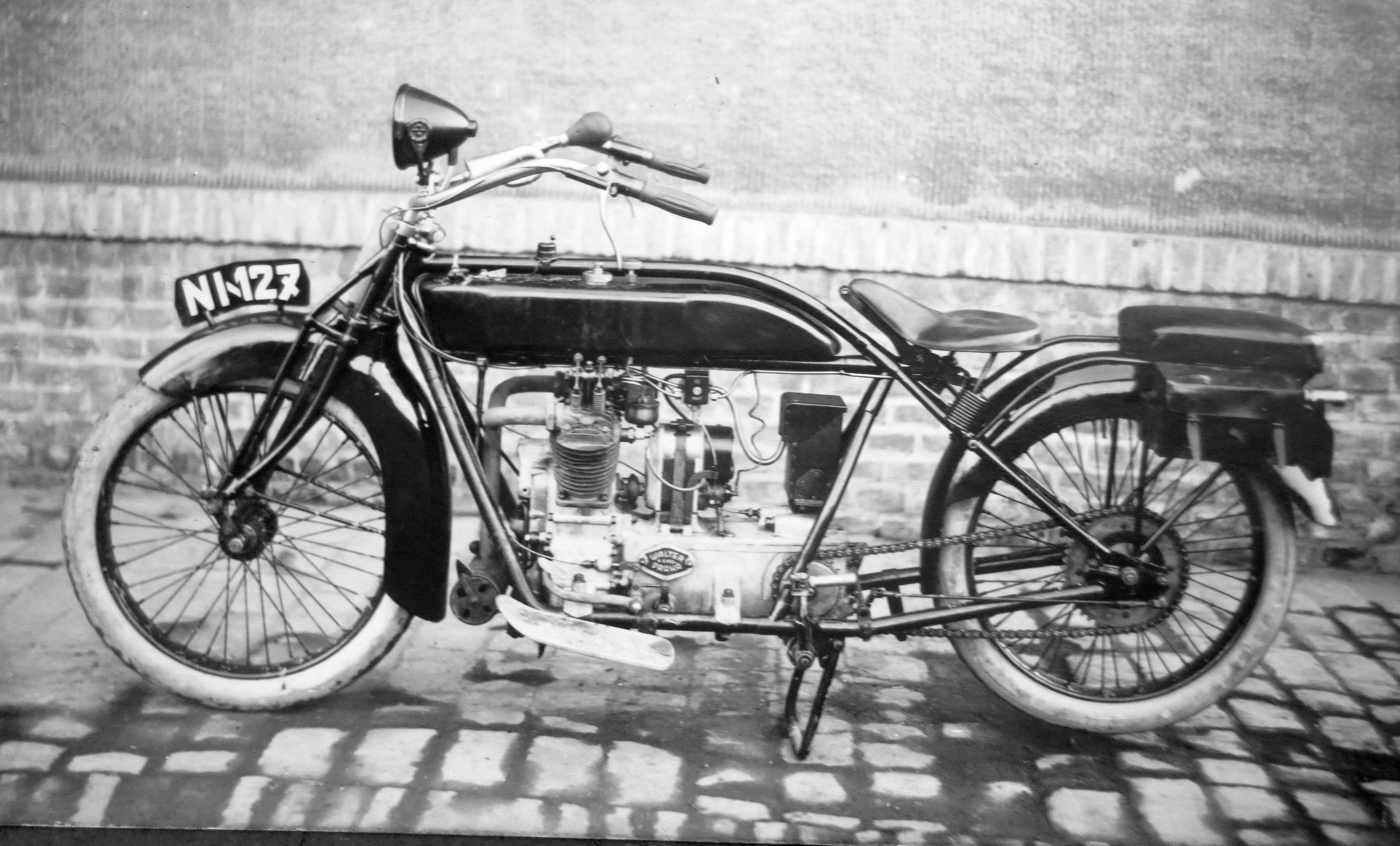
Walter M 922 (1921)
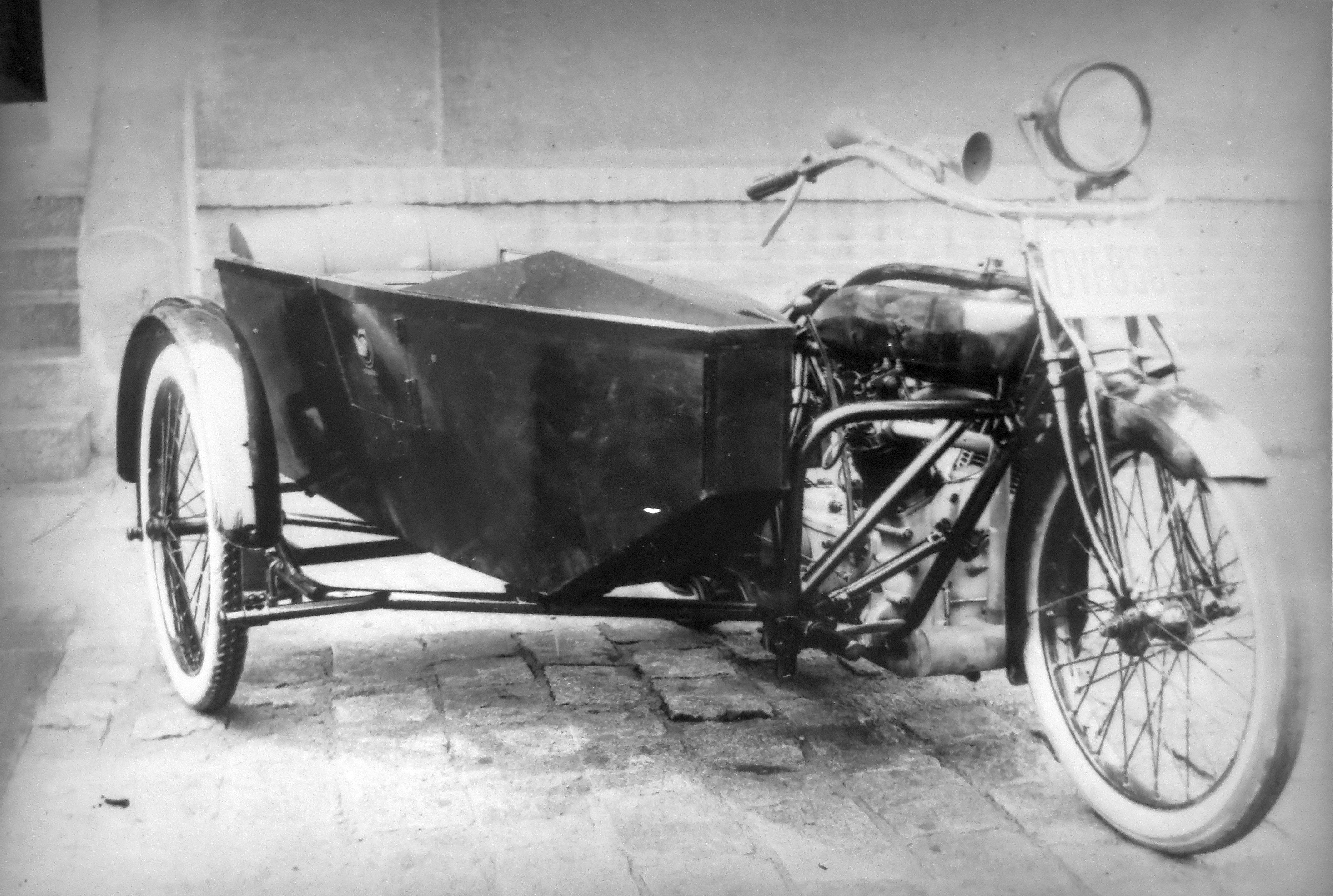
Walter M 922 se sajdkárou (1922)
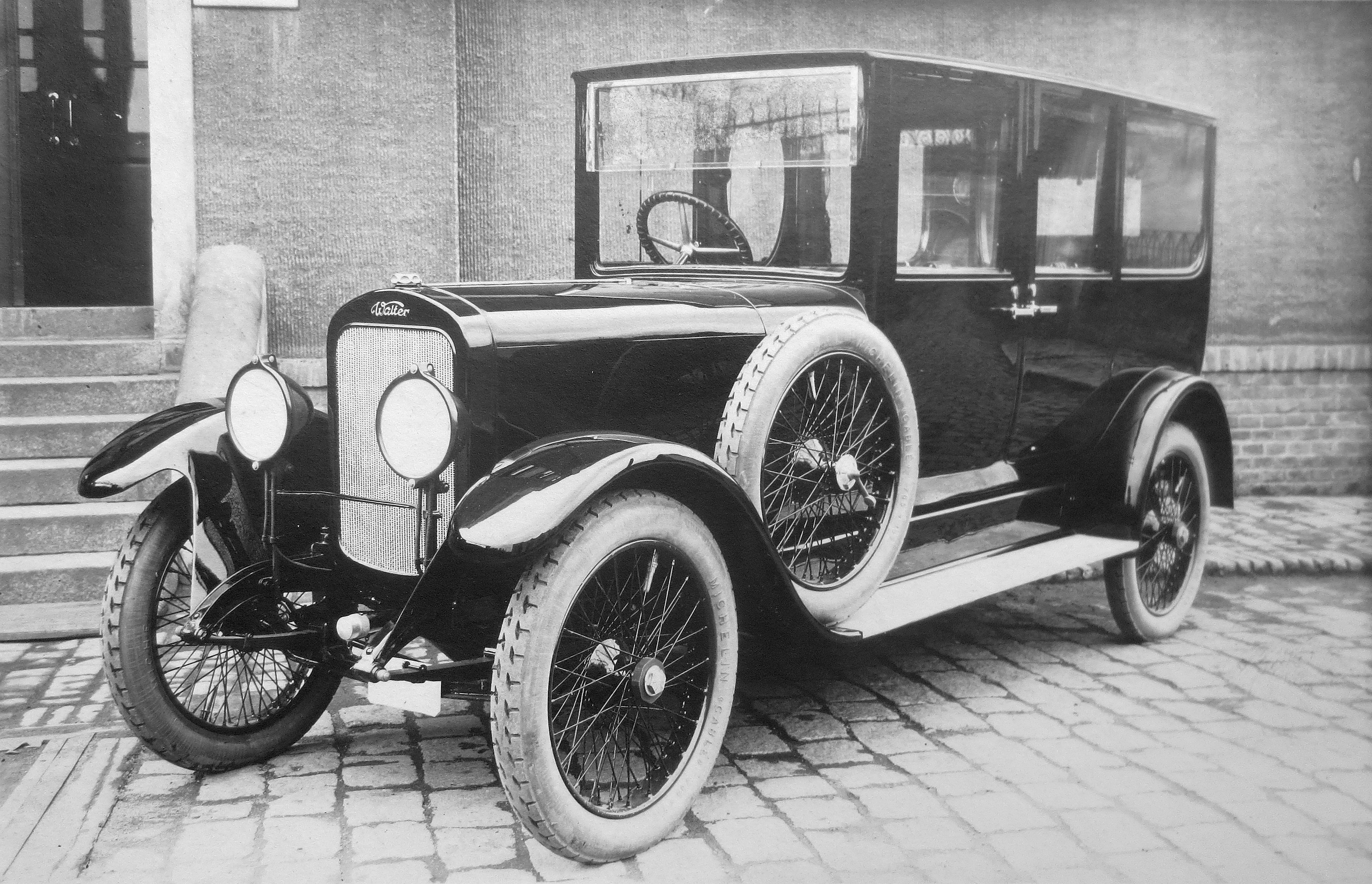
Walter WZ (1920) limuzína
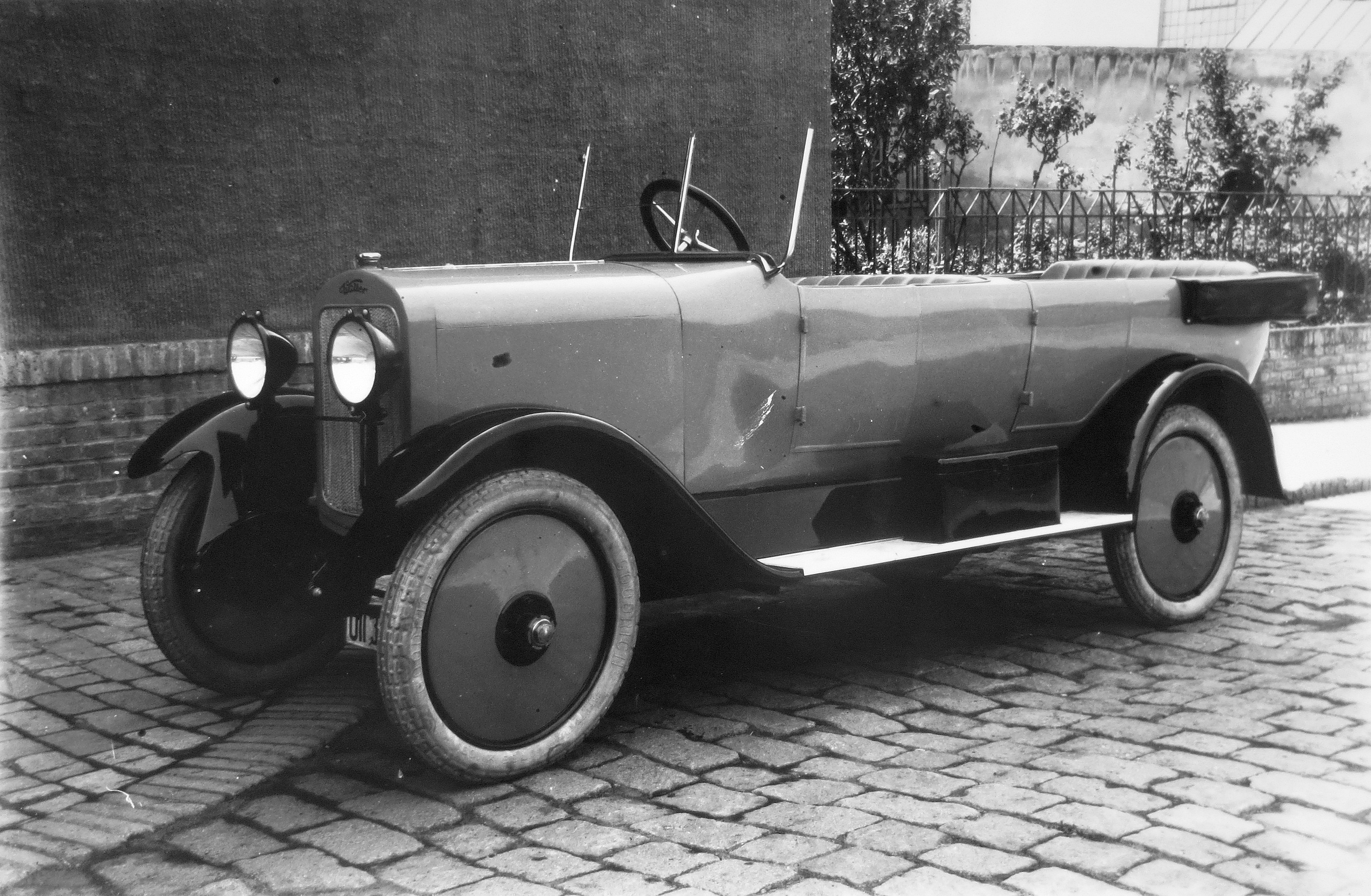
Walter WZ (1920) otevřený faeton
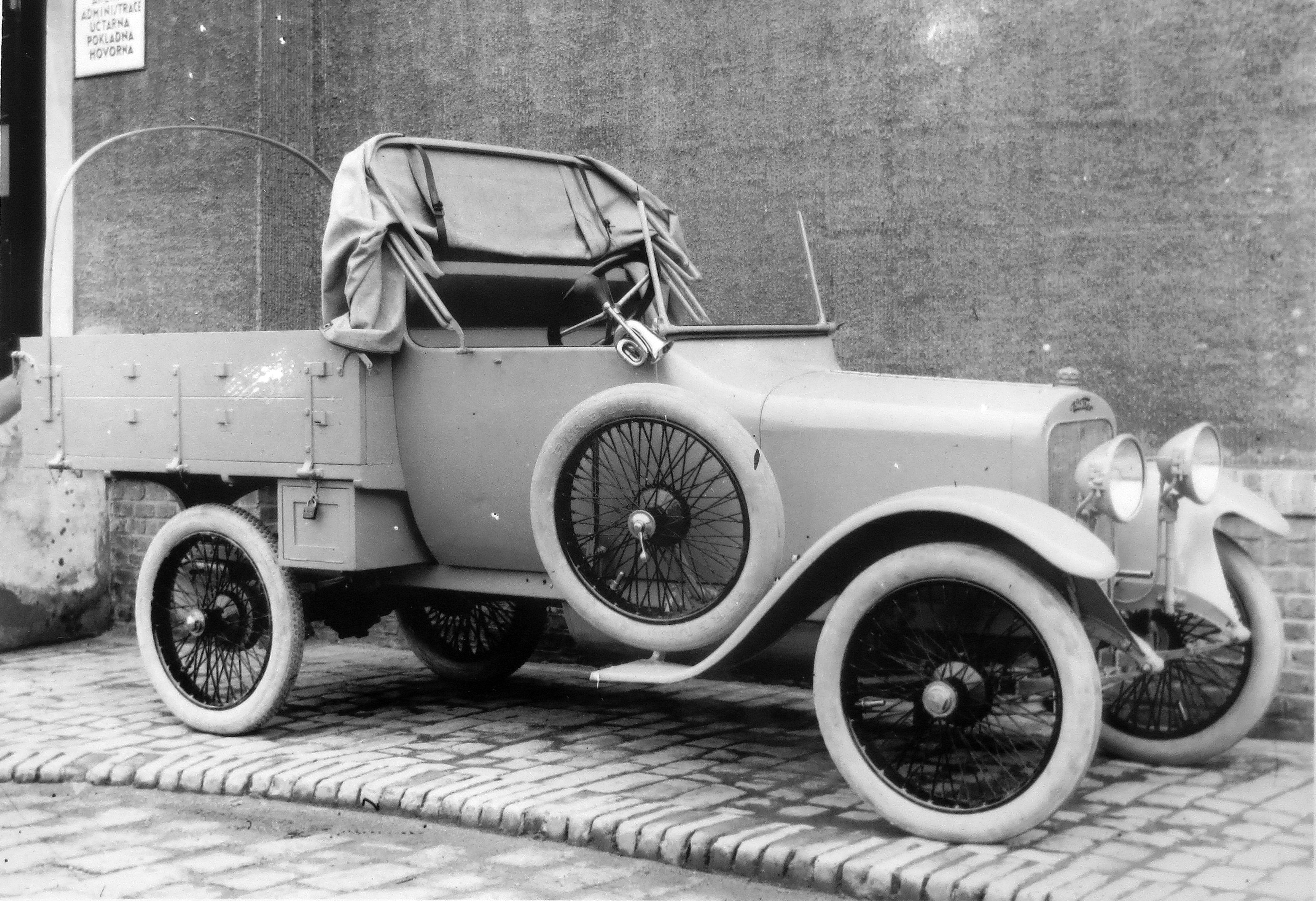
Walter WZ (1920) valník
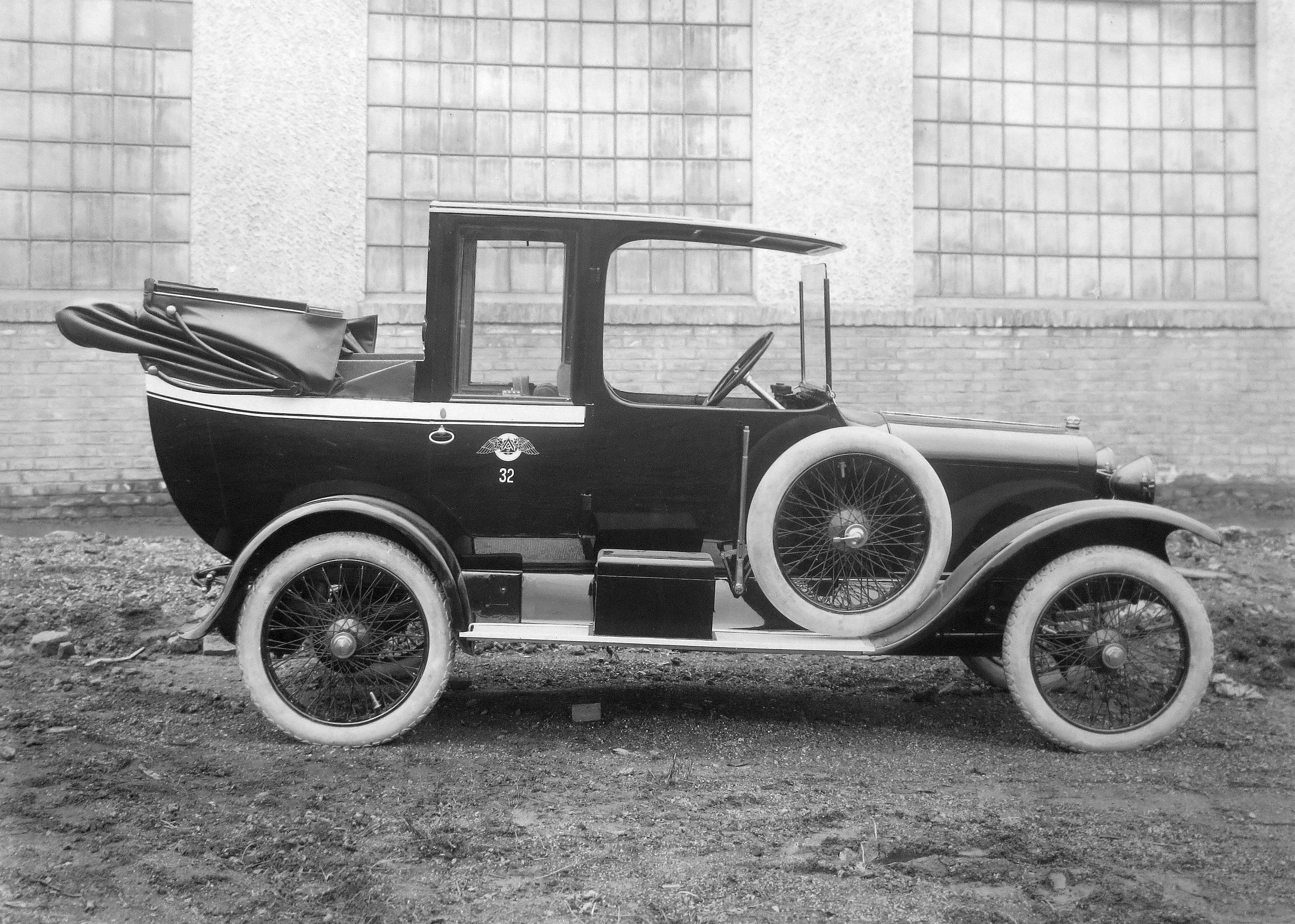
Walter WZ (1921) autodrožka
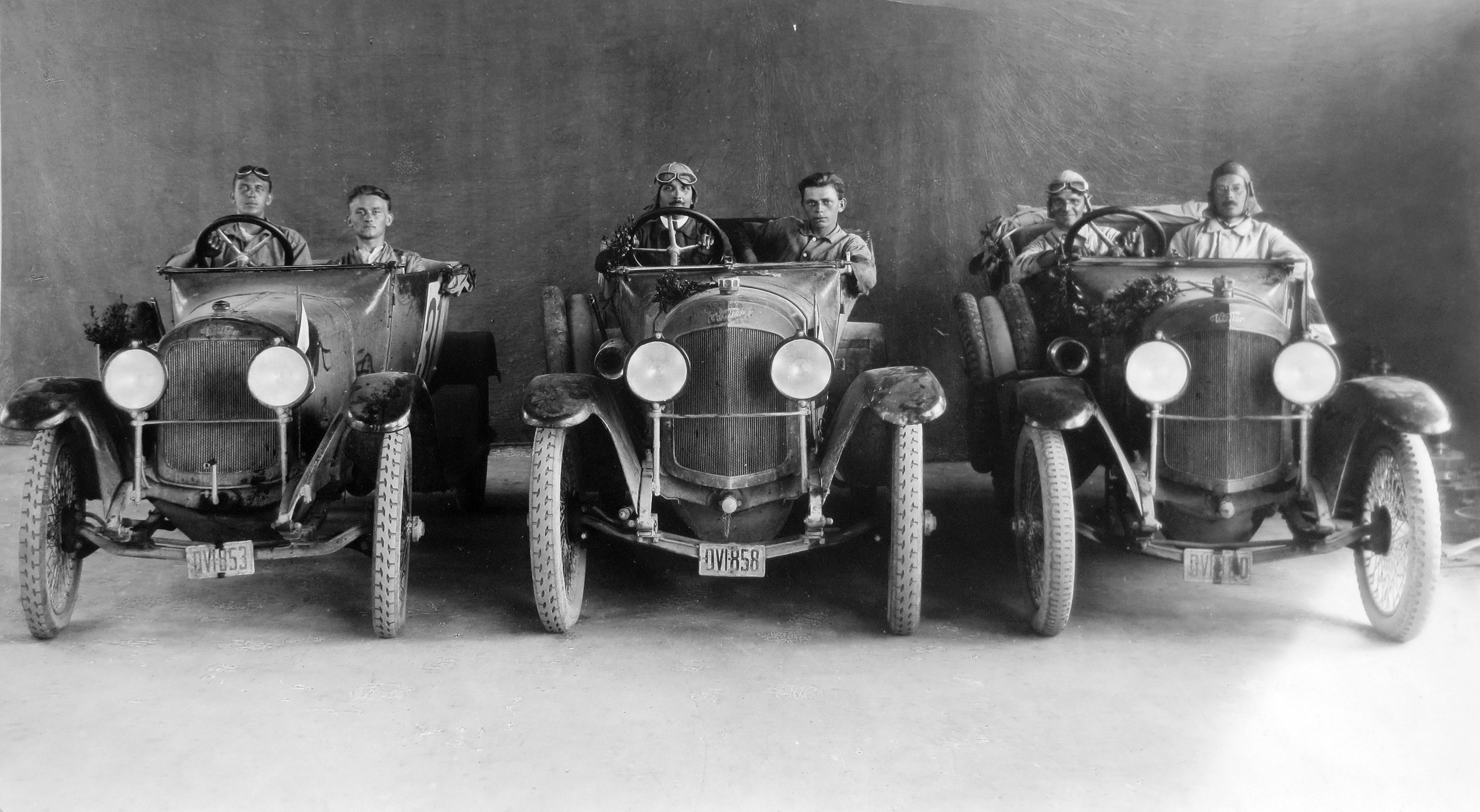
Walter WZ/WIZI - vítězný tým v Mezinárodní jízdě spolehlivosti 1921, první zleva Jindřich Knapp, první zprava Josef Plocek
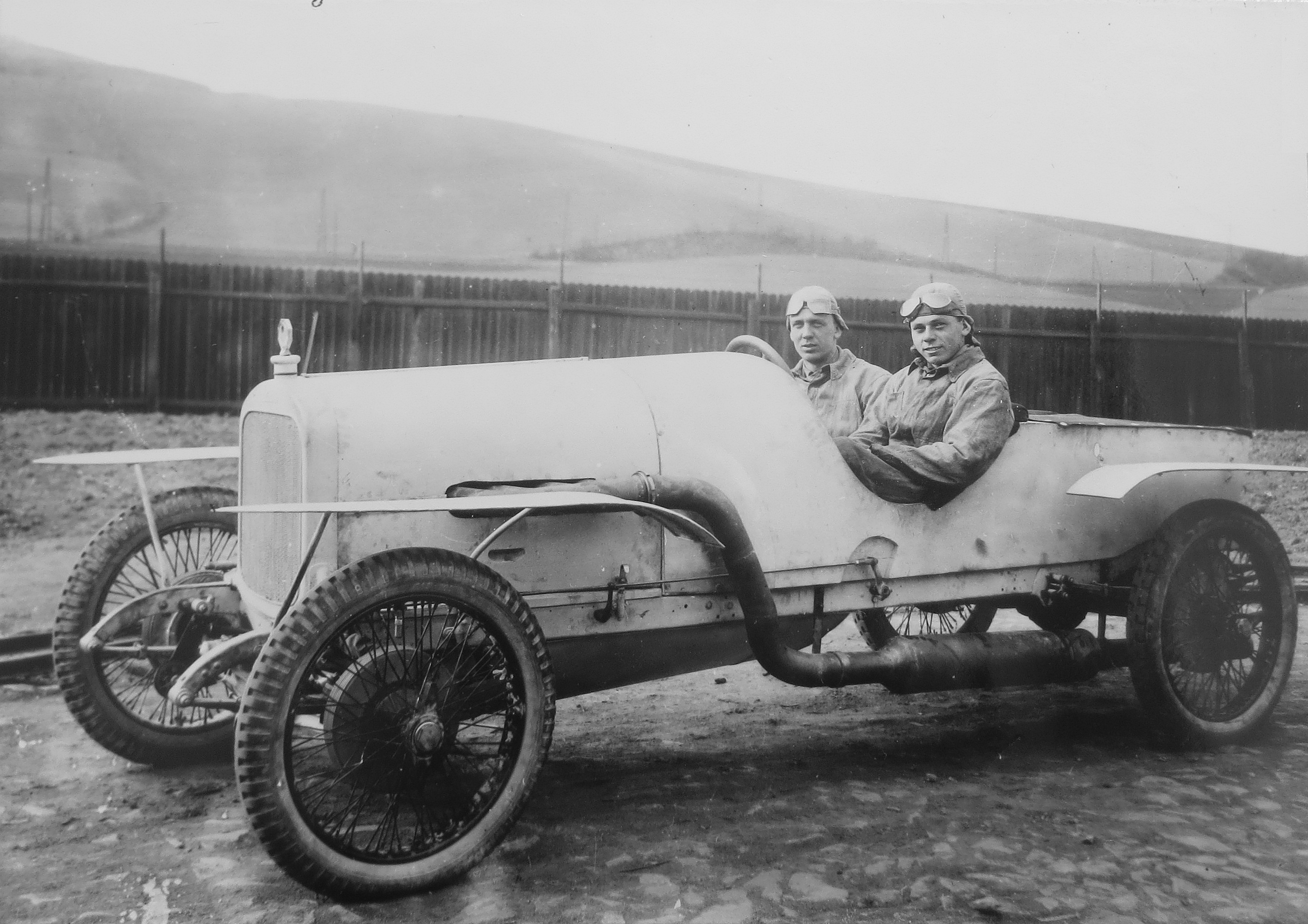
Walter WIZ, Knapp - Vojíř (1921-2). Vítězná posádka v závodech do vrchu Zbraslav-Jíloviště v cestovních automobilech do 1600 resp. do 1750 cm³
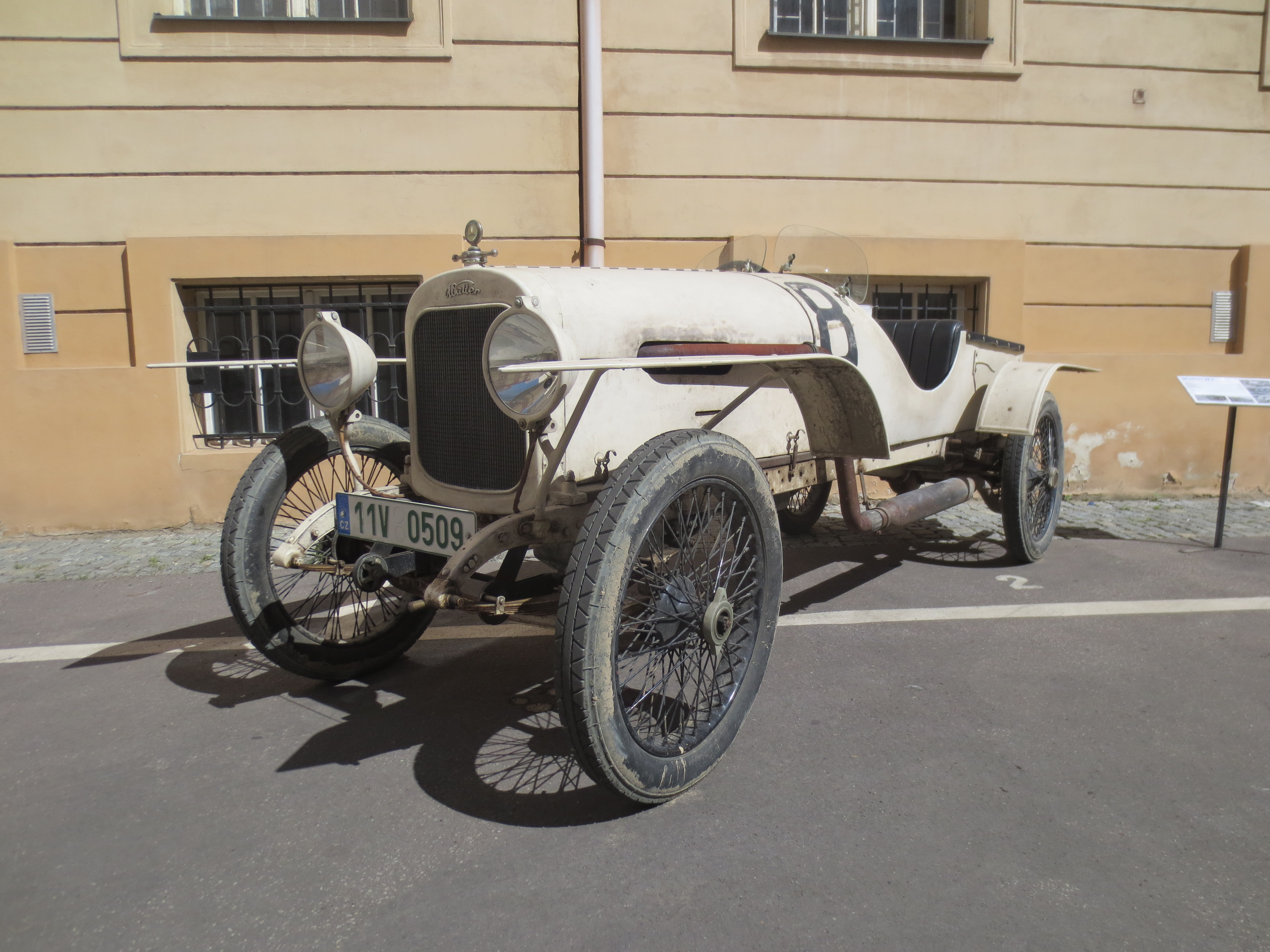
Walter WIZ závodní (1921) na výstavě sportovních automobilů ČVUT 2017

## Walter a synové (1922—1948)
Walter odešel z Jinonic v letech, kdy jiní už mají dost. Walter neměl přesto, že už mu bylo bezmála 50 let. Počal čtvrtou éru svého života. Nebyl tak pošetilý, aby zakládal další továrnu na výrobu automobilů, dřel se a čekal, až mu vyroste nad vlastní finanční možnosti. Za peníze, které obdržel jako odstupné od správní rady si nakoupil v poraženém Německu obráběcí stroje, a roku 1922 s 12 stroji začal v malém závodě vyrábět ozubená kola v Třebízského ulici č.p. 41 (později Mošnova, dnes Vrchlického 41/11) a na přilehlých parcelách v Praze XVII - Košířích. Podnik za vedení Josefa Waltra se během krátké doby zařadil do popředí automobilního a strojírenského průmyslu a speciálně ve svém oboru stál na výši doby jak svými výrobky tak i strojním zařízením. Od roku 1925 pracovali ve firmě tři synové zakladatele firmy, postupně již během studií získávali odbornou praxi v otcovském závodě. Od roku 1926 továrna již vyráběla 16-18 tisíc ozubených kol ročně. Byla vybavena 48 obráběcími stroji mj. moderními soustruhy, frézkami, bruskami, automaty na hoblování atd. Továrna mimo obrobny měla nářaďovnu a kalírnu. Specializovala se na ozubená kola s čelním ozubením, šroubovým, šnekovým i s vnitřním ozubením.
V roce 1927 s 64 stroji vyrobil Walter 36 000 kusů ozubených kol. Po pouhých sedmi letech se jeho firma stala největší speciální továrnou na ozubená kola na území celého bývalého Rakousko-Uherska. Zásobovala domácí trh a vyvážela do Polska, Bulharska, Jugoslávie i do Rakouska. "A jděte se podívat na jeho stroje, a uvidíte, jak jde s duchem času.", napsal Vilém Heinz v magazínu Auto. Továrna „Walter a synové“ měla hlavní obor výroby ozubených kol pro automobilní, letecký průmysl a pro strojírenství obecně. Kromě toho byly vyráběny převodové skříně a zadní osy k automobilům (např. Aero) a řadu planetových, redukčních skříní pro všechny druhy všeobecného průmyslu. Příčinou jeho úspěchu byla jeho osobnost sama a jeho příkladné pracovní kvality.
Později vyrobil i několik automobilů vlastní konstrukce včetně dodávkového vozu pro potřebu firmy. Osobní vozy byly určeny pro vlastní rodinu, neboť Walter toužil — a kdo by se tomu divil — jezdit ve »vlastním« voze v plném slova smyslu. Reprezentační limuzína Walter z let 1925-26 měla vodou chlazený šestiválcový motor s rozvodem SV o objemu válců 2196 cm³. Původně byl tento motor vyvinut v Jinonicích pro pohon hasičských stříkaček. Potom Walter vyrobil sedm podvozků a šest vozů W 70/95 (3 sedany, 3 kabriolety). Byly určeny pro početné Waltrovo potomstvo (4 syni a 3 dcery), pro tři syny Josefa, Jaroslava a Jana, kteří se podíleli na chodu firmy (čtvrtý syn Augustin se na chodu firmu nepodílel, měl až do 50. let vlastní zámečnictví/kovosoustružnu téměř naproti podniku Walter a synové, Třebízského 34, nyní Vrchlického čp. 793/34, dům patří rodině Waltrů a je na něm stále firemní, dvojité W), a pro tři dcery (Zdeňku, Věru, Blaženu). Tento typ měl čtyřválcový, vodou chlazený motor o zdvihovém objemu 1463 cm³ (ø 70x95 mm) a výkonu 34 k/25 kW, se kterým dosahoval maximální rychlosti 105 km/h. Ve sportovní úpravě se zvýšeným stupněm komprese dával výkon 41 k/30 kW. Motor byl vybaven horizontálním karburátorem Zenith 26 THG, dopravu paliva z nádrže zabezpečovalo čerpadlo Espero, zapalování akumulátorové Bosch o napětí 6V. Podvozek byl klasické koncepce s rámem tvořeným robustními podélníky vyhnutými nad zadní nápravou a spojenými pěti příčkami. Měl obě nápravy tuhé s půleliptickými pery, přenos suvných sil kardanovou koulí. Vůz byl brzděn mechanickými táhlovými brzdami - provozní i parkovací na všechna 4 kola. Šnekové řízení mělo volant vpravo. Osmnáctipalcová drátová kola nesla pneumatiky 4,75-18 nebo 5,50-18, alternativně s diskovými koly a šestnáctipalcovými pneumatikami 5,50-16. Automobily W 70/95 měly rozvor náprav 2,64 m, rozchod kol 1,3 m vpředu i vzadu, délku 3,7-3,8 m a šířku 1,6 m. Hmotnost uzavřených vozů byla asi 1000 kg, kabriolety vážily 920-950 kg. Samotný podvozek měl hmotnost 630 kg. Jeden sedan z roku 1936 se zúčastňoval koncem 80. let na veteránským soutěžích a byl v majetku bří Holubů z VCC Tatra Praha-Smíchov, kteří jej získali ještě od Walterovy rodiny. Unikátem výstavy 13 komnat První republiky v Tančícím domě konané v roce 2017 byl vystavený rodinný kabriolet Walter z roku 1932 se stejným motorem o objemu válců 1463 cm³. Na celém světě existují jen tři exempláře, ten v Tančícím domě pocházel ze sbírky zesnulého hudebníka Petra Hapky.
V roce 1932 pak byla zavedena výroba 6 typů benzinových motorů pro el. agregáty (benzíno-elektrické nabíjecí agregáty především pro potřeby čs. armády) a také čtyřválcové motory v několika osvědčených typech. Benzínové motory pro agregáty se vyráběly v široké řadě výkonů od 1,8 k do 32 k. Nejmenší byl vzduchem chlazený jednoválcový dvoutakt A 600-800 W o zdvihovém objemu 138 cm³ a výkonu max. 2,6 k při 3000 ot/min, výkon dynama 600-800 W při napětí 24-40 V.  Vyšších výkonů dosahovaly vzduchem chlazené dvouválcové motory D 50/60 (235 cm³ s výkonem max. 4 k) a W 68/70 (508 cm³ s výkonem 6,6 k). Vodou chlazené čtyřválce W 55/65, W 58/70 a W 70/95 disponovaly výkony v rozmezí 12,5-32 k při 3000 ot/min, přičemž motor W 70/95 byl použit i ve Waltrových šesti automobilech stejného označení W 70/95. Tyto motory byly příznivě přijaty zdejší i zahraniční klientelou; jejich výroba byla rok od roku větší a tvořila značnou složku obratu společnosti. Tyto motory se vyráběly i za druhé světové války, kdy k nim přibyl i plochý dvouválec (boxer) typ D 38/45 o výkonu 1,6 k (1944).
V roce 1935 byla firma změněna na veřejnou obchodní společnost.  K 1. květnu 1935 Walter předal podnik se 130 výrobními stroji synům, ing. Jan W. (technický vedoucí), ing. Josef W. (komerční vedoucí) a Jaroslav W. (konstruktér a vedoucí dílen), který od roku 1936 zde vyrobil několik původních motocyklů (250 cm³ OHV o výkonu 21,6 k). Stroj se vydařil a získal i uznání v cizině, když s ním Jan Lucák zvítězil v Německu. Po válce J. Lucák závodil s novým strojem Walter 350 cm³ OHV (1947).  Syn Jaroslav Walter svůj první motocykl navrhl již v roce 1927, jako student státní průmyslové školy na Smíchově. Motocykl měl jednoválcový dvoutaktní, tříkanálový motor o zdvihovém objemu 300 cm³. Motocykl dosahoval rychlosti přes 90 km/h.
Roku 1948 byla firma Walter a synové pod položkou č. 372 příslušnou vyhláškou znárodněna (Josef Walter, továrna na ozubená kola a motory, se sídlem v Praze XVII - Košířích, Mošnova 41), současně s další provozovnou, kterou měl Walter ve Zličíně (Walter Zličín). Muž, který dal jméno nejen svým výrobkům, ale i části Jinonic, zemřel v ústraní 15. ledna 1950, aniž by tato zpráva vzbudila pozornost (tři týdny po své manželce Barboře, které zemřela 23. prosince 1949). Josef Walter je pochován na hřbitově Malvazinky v Praze (oddíl AI, hrobové místo 251).
Jeho synové Jan a Jaroslav nastoupili v roce 1949 do strakonické továrny ČZ. Jaroslav (14.11.1905-5.1.1975), který byl specialistou na závodní motocykly, se stal konstruktérem závodních strojů ČZ-Walter. V 50. a 60. letech zkonstruoval několik motocyklů ČZ-Walter (250 OHC, 350 OHC). Celkem to bylo 10 základních typů závodních motocyklů ČZ vč. 125 cm³, 175 cm³, 320 cm³ a 372 cm³ (typy 850-859). Ing. Jan Walter (17.7.1901-?) zkonstruoval čtyřdobé cestovní prototypy např. řadový dvouválec OHV 196 cm³ (1947-9) a 250 cm³ (1948). V ČZ byl 10 let vedoucím konstrukce a mimo práce pro ČZ se podílel na stavbě motocyklů pro Mezinárodní šestidenní soutěže, na konstrukci převodovky pro vůz Škoda 1000 MB, spolupracoval v otázkách převodovek a převodů s Výzkumným ústavem dopravní a opravárenské techniky a s katedrou mechaniky ČVUT.
Po znárodnění byl v 50. letech objekt bývalé továrny Walter a synové využíván společností Škoda jako pobočný závod Walter Košíře Škodových závodů Praha n.p. (Křížová 1018, Praha-Smíchov), včetně provozovny, kterou měl Walter ve Zličíně (Walter Zličín). Po roce 2006 byla košířská továrna Walter a synové zbořena, v současnosti stojí pouze torzo opěrné zdi ke svahu a dům Vrchlického 41/11, ve kterém bylo ředitelství, parcely i dům jsou ve vlastnictví NOVANEM s.r.o. Pozemek provozu Walter ve Zličíně byl využit při výstavbě továrny ČKD Dopravní systémy (později Siemens Kolejová vozidla).

## Galerie Josef Walter a synové

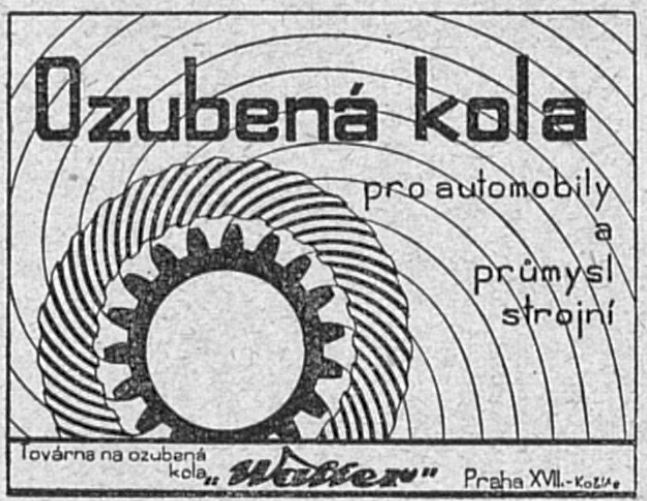
Inzerát Továrny na ozubená kola Walter a synové (1935)
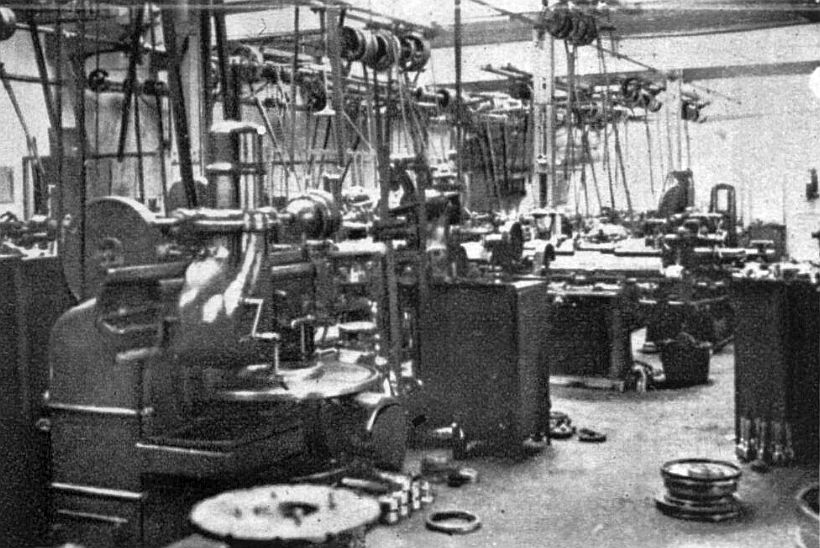
Walter a synové, továrna na ozubená kola v Praze-Košířích (1927)
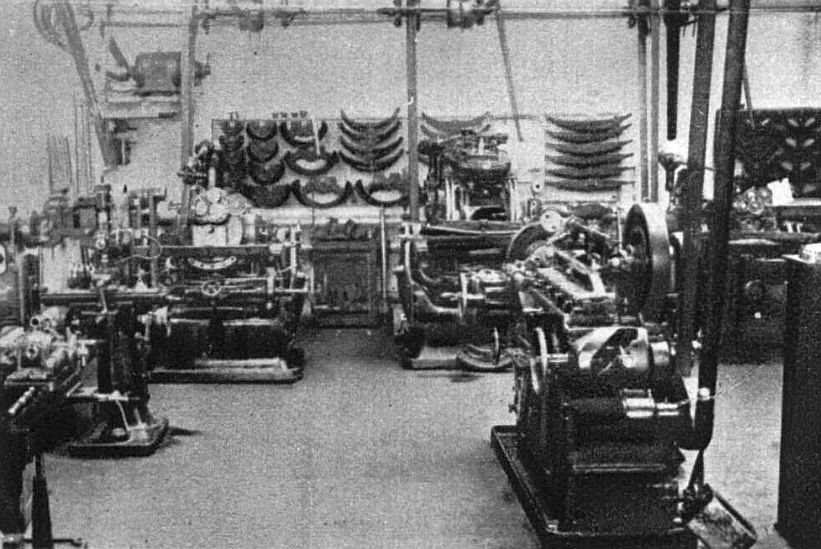
Továrna Walter a synové, Praha-Košíře (1927)
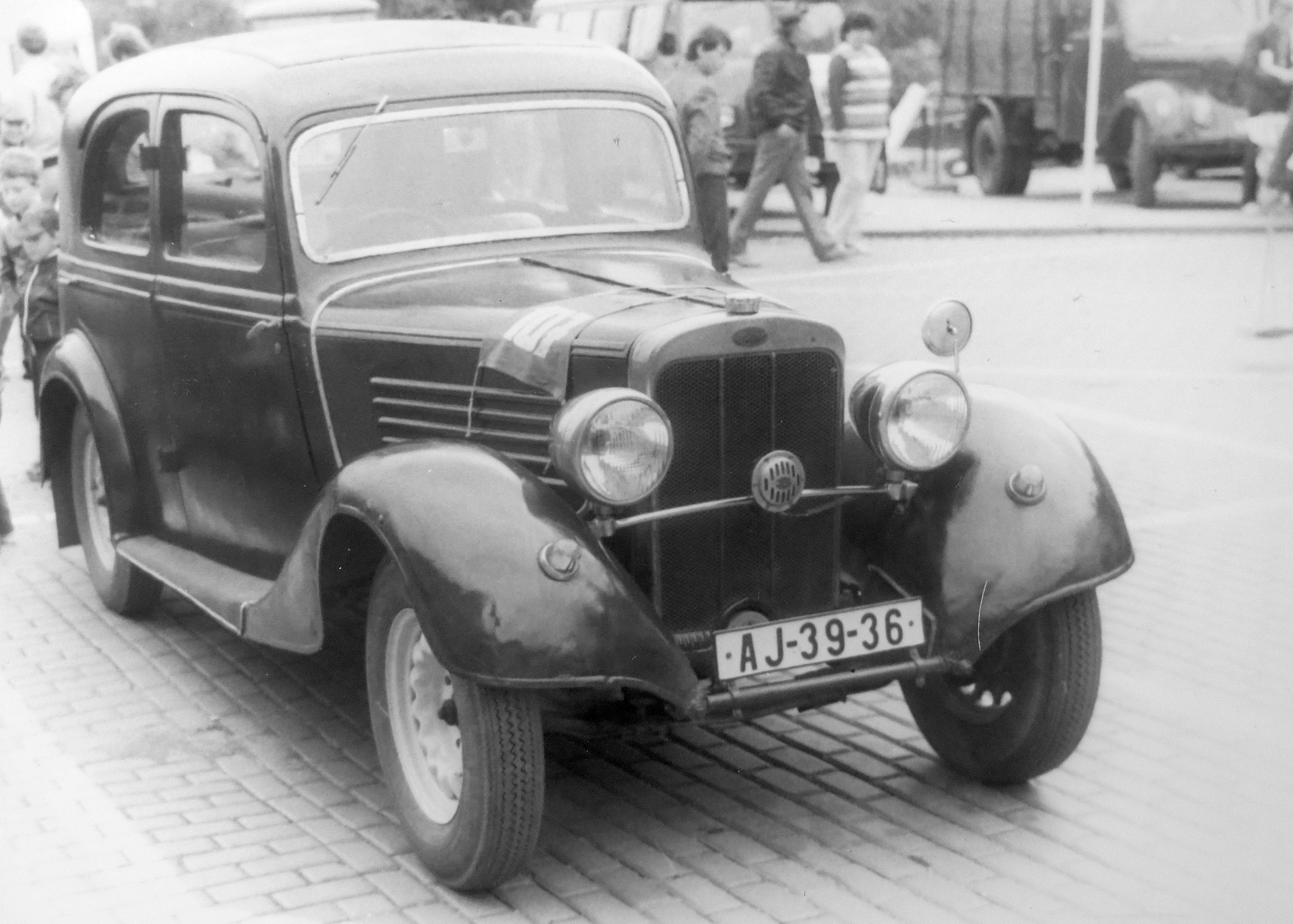
Josef Walter W 70/95 (1936) na Vzpomínkové jízdě 30000 km Bohumila Turka (Praha 1989)
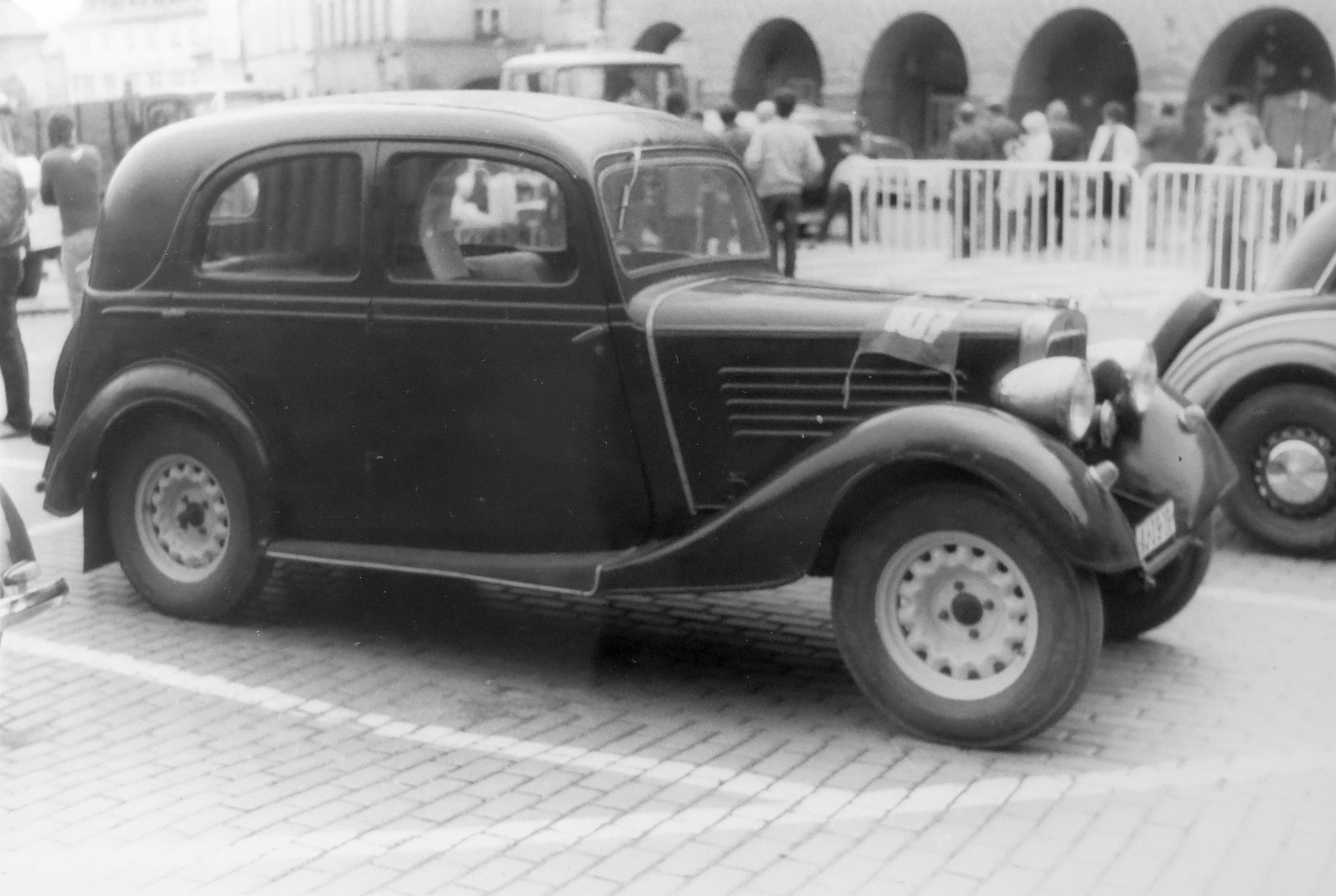
Josef Walter W 70/95 (1936) na Loretánském náměstí (Praha 1989)
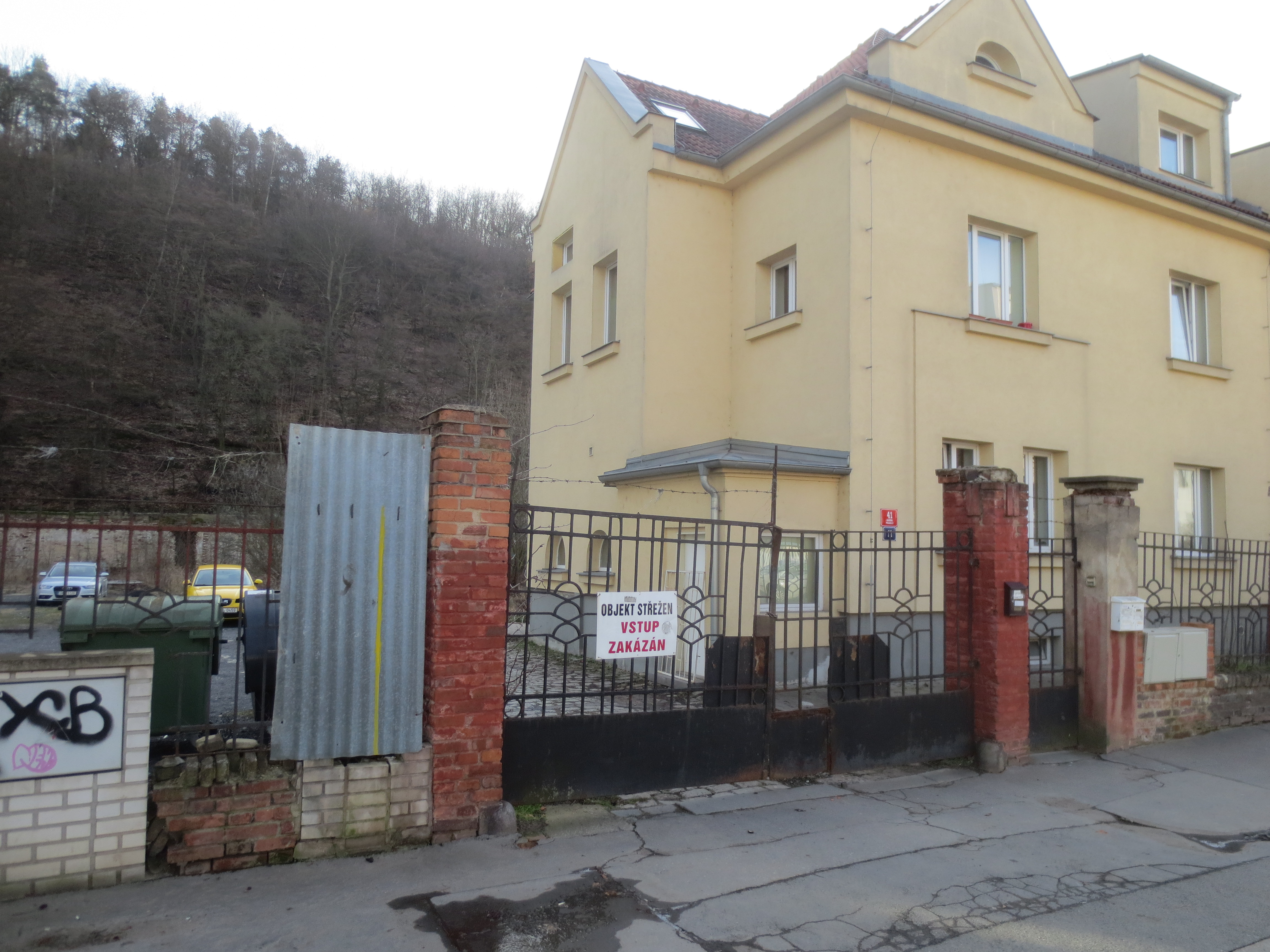
Walter a synové, Vrchlického 41/11 (2023)
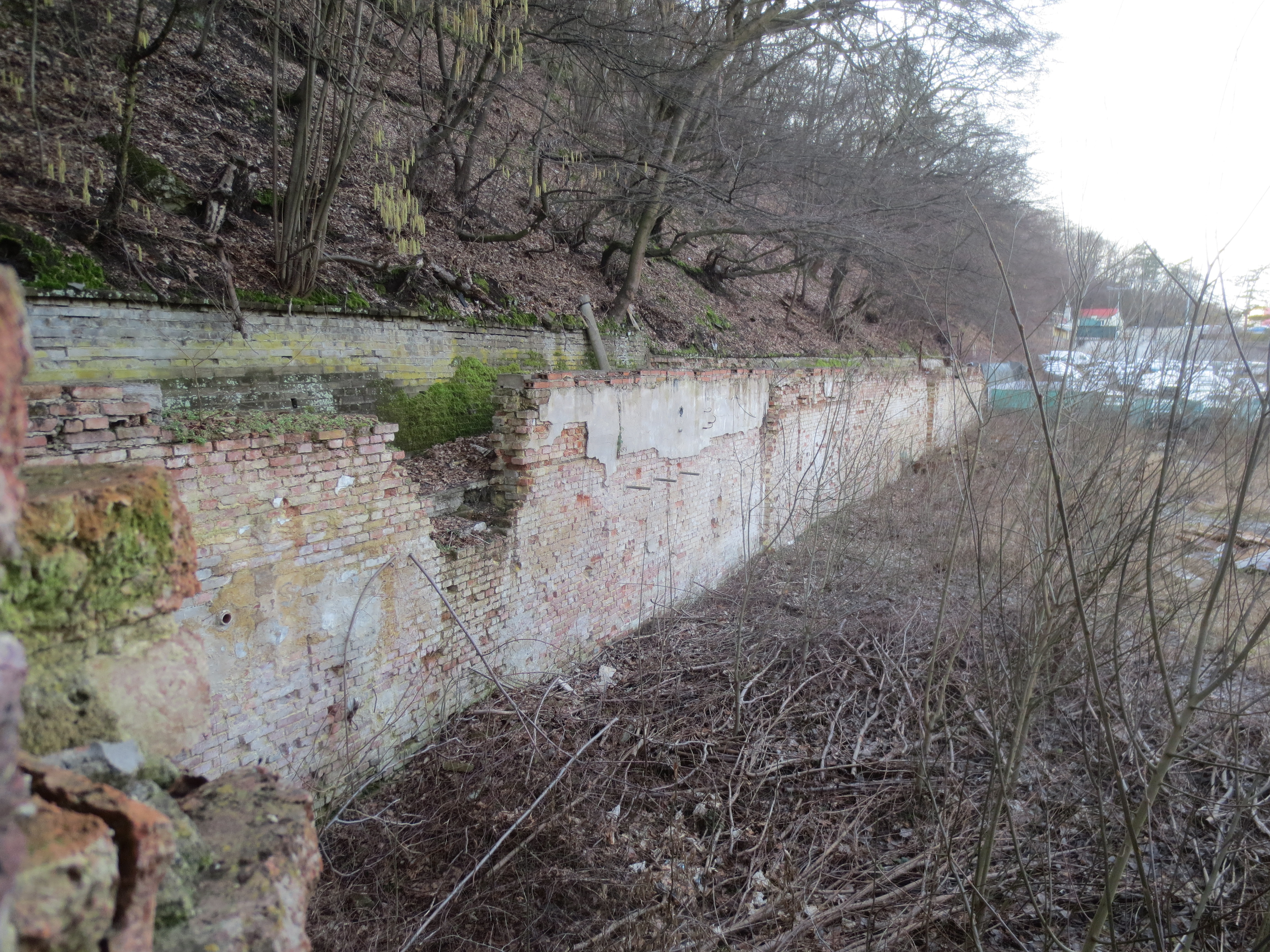
Walter a synové, zadní stěna tovární haly (2023)
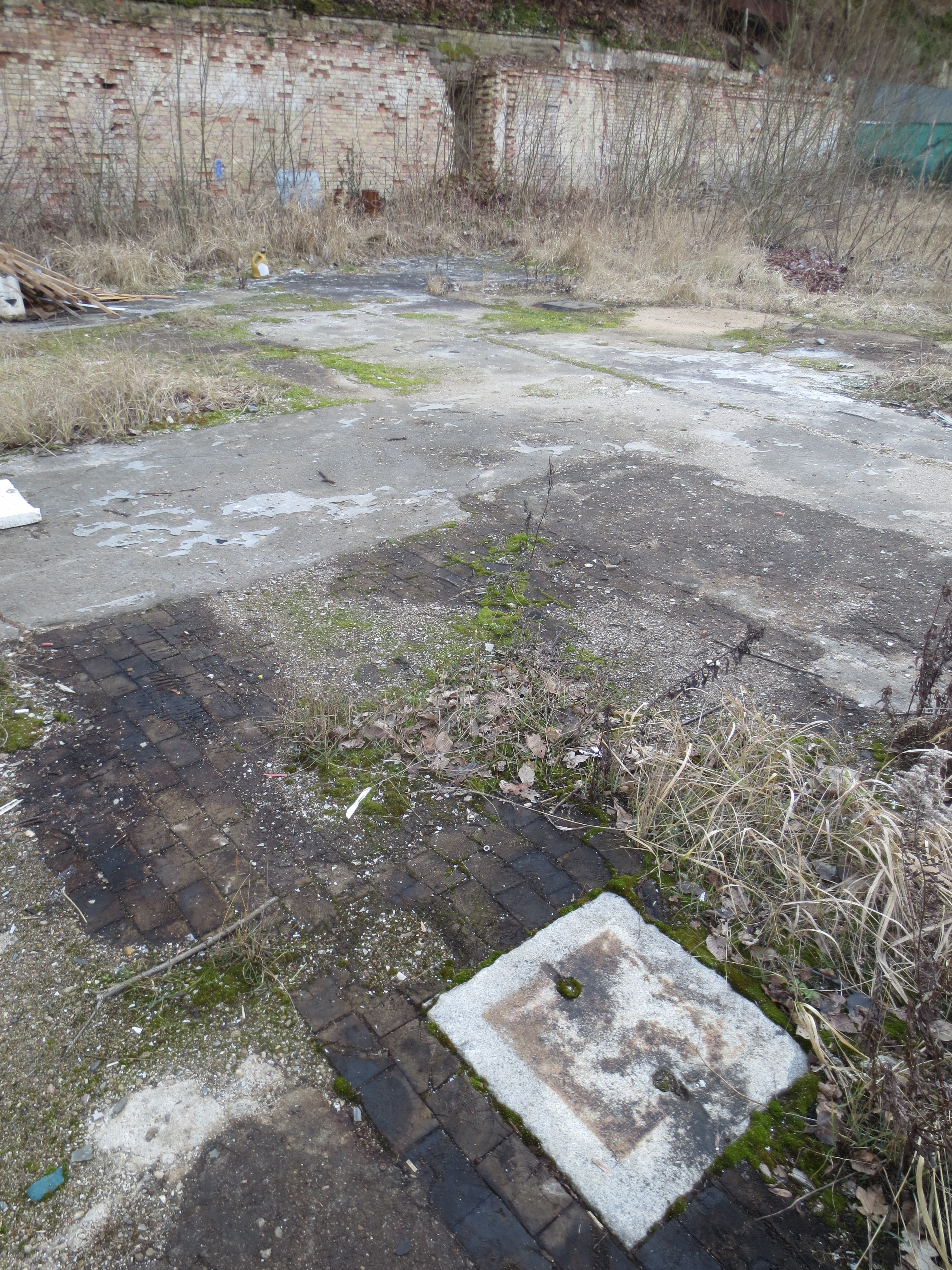
Walter a synové, zbytky podlahy v tovární hale (2023)
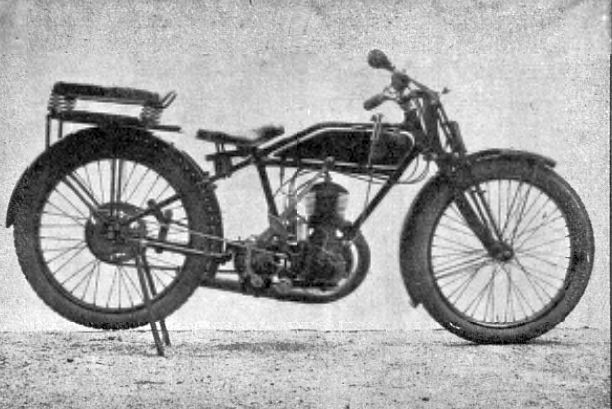
Motocykl Walter 300 (1927), J. Walter, syn
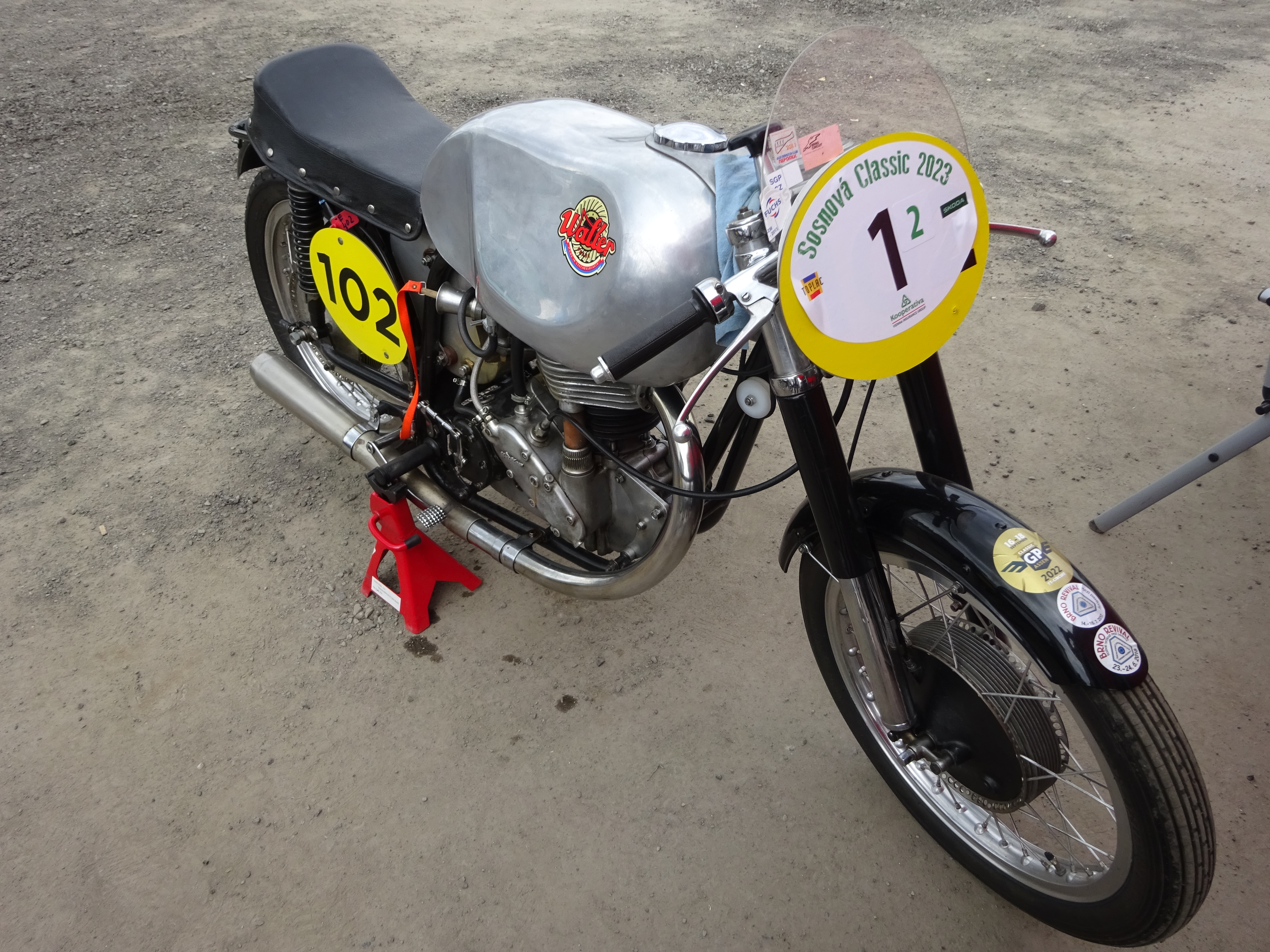
ČZ-Walter 250 OHC (1954) na Sosnová Classic 2023
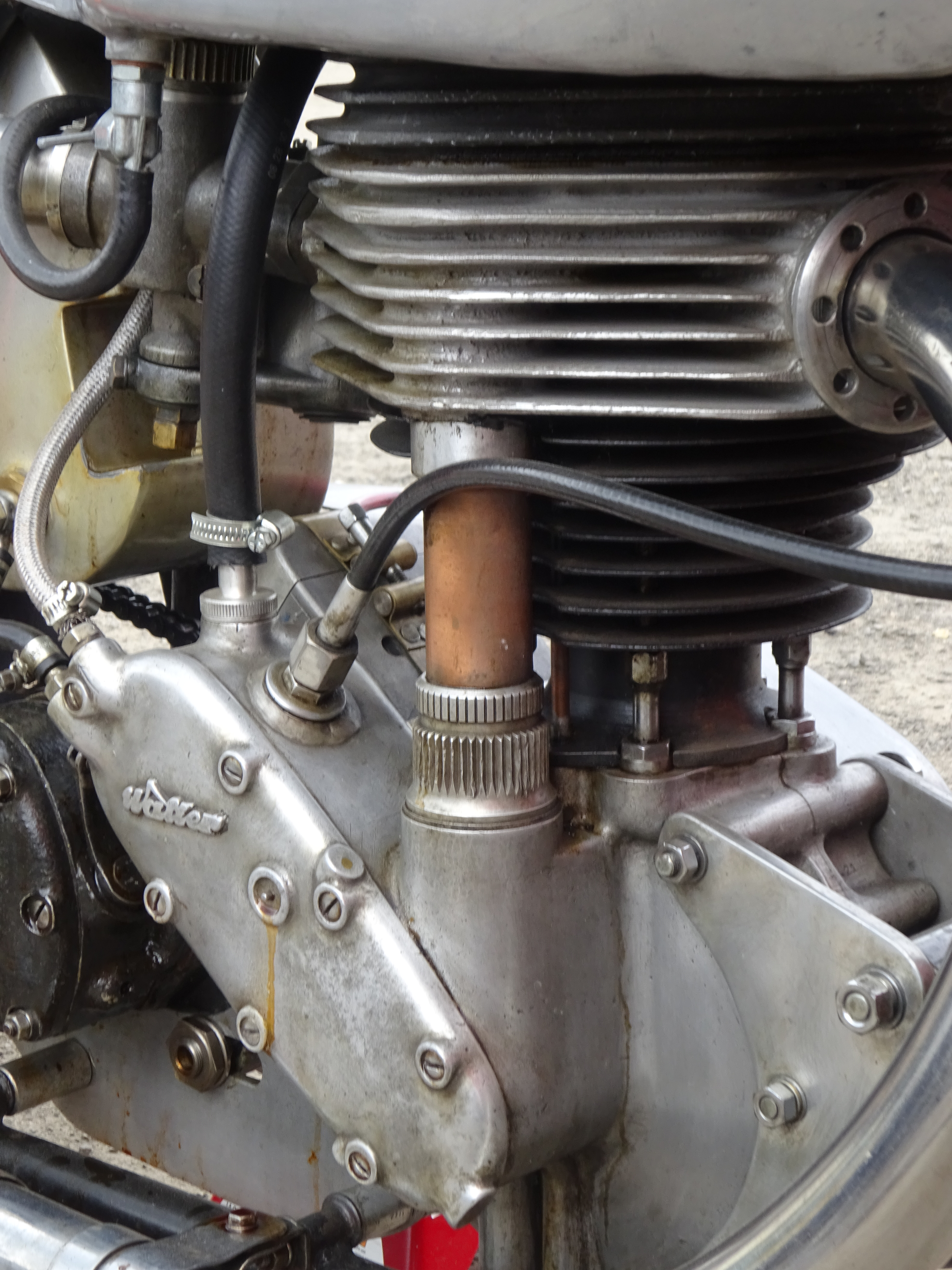
ČZ-Walter 250 OHC (1954), detail motoru
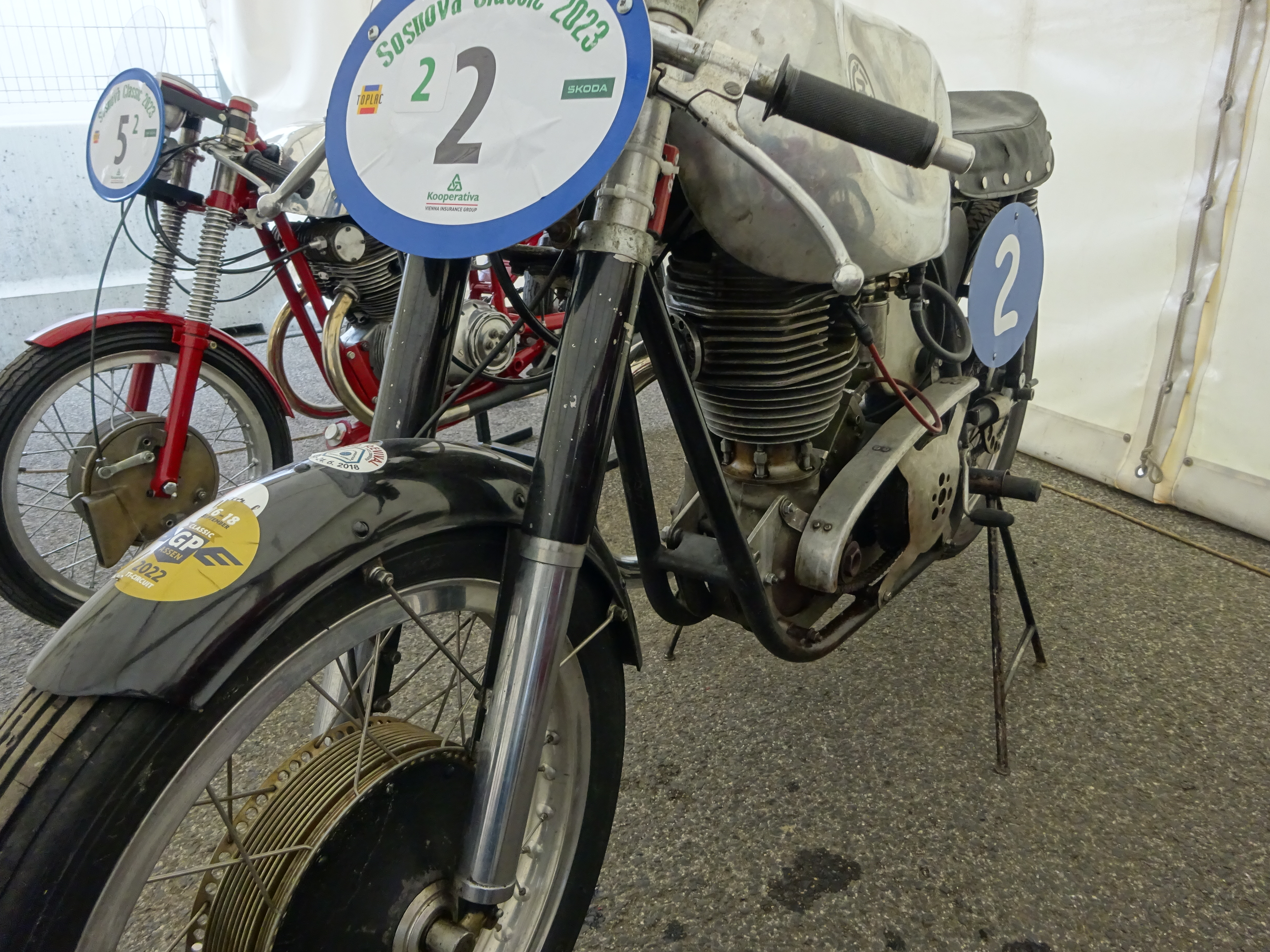
ČZ-Walter 350 OHC (1954) na Sosnová Classic 2023
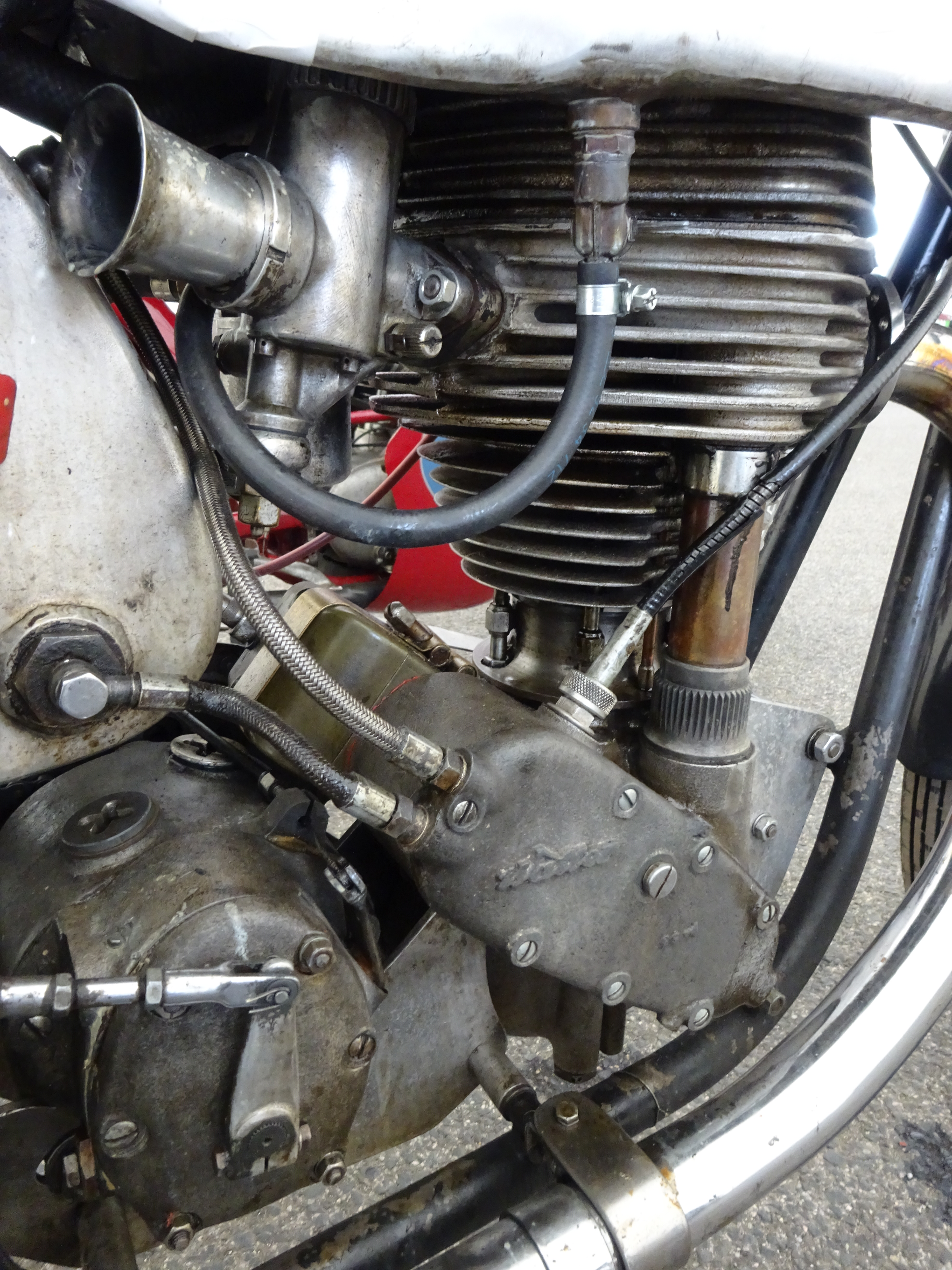
ČZ-Walter 350 OHC (1954), detail motoru
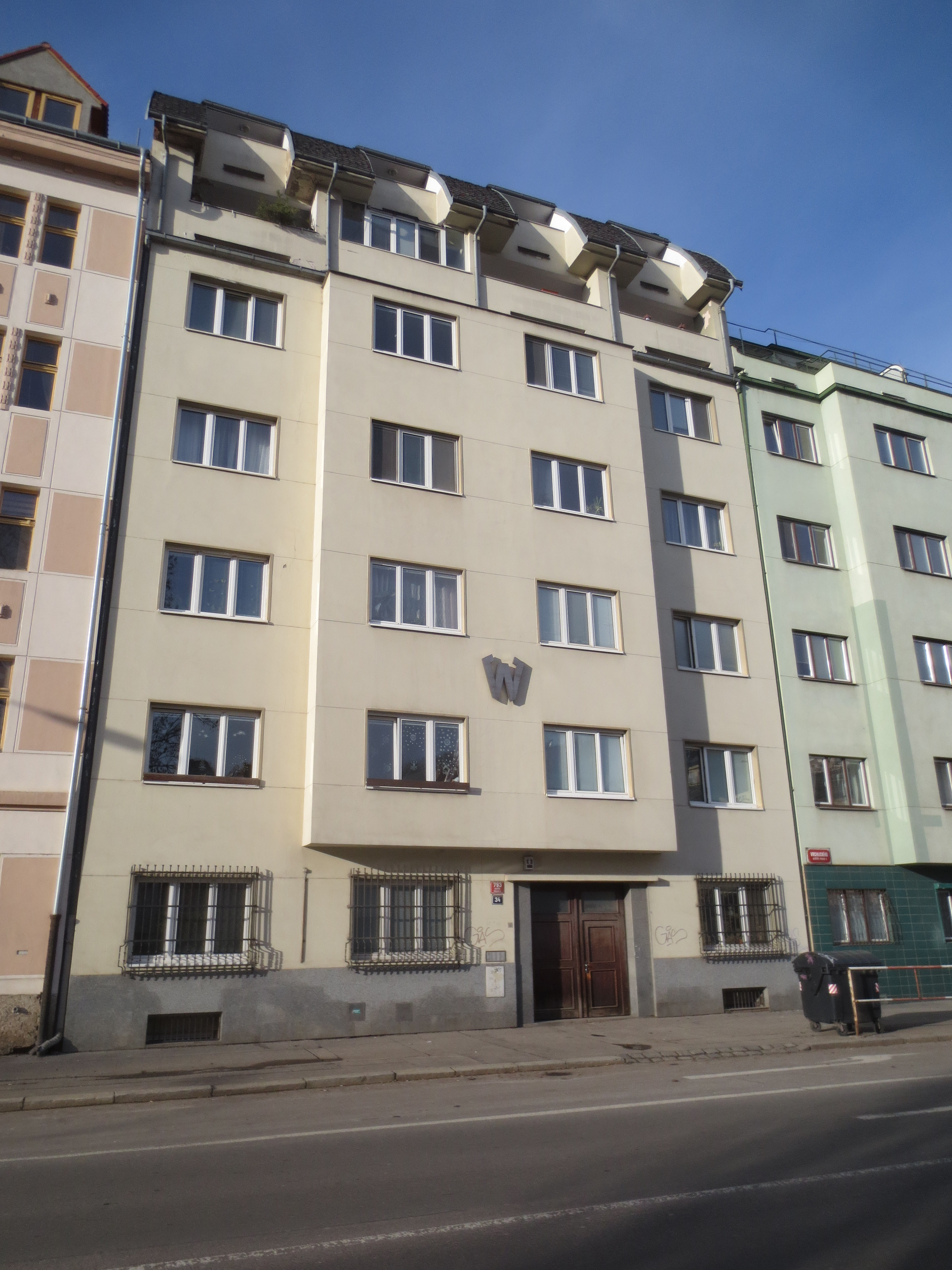
Vrchlického 793/34, kde měl zámečnictví Augustin Walter (2023)